# Pied (cheval)
Pour les articles homonymes, voir pied.

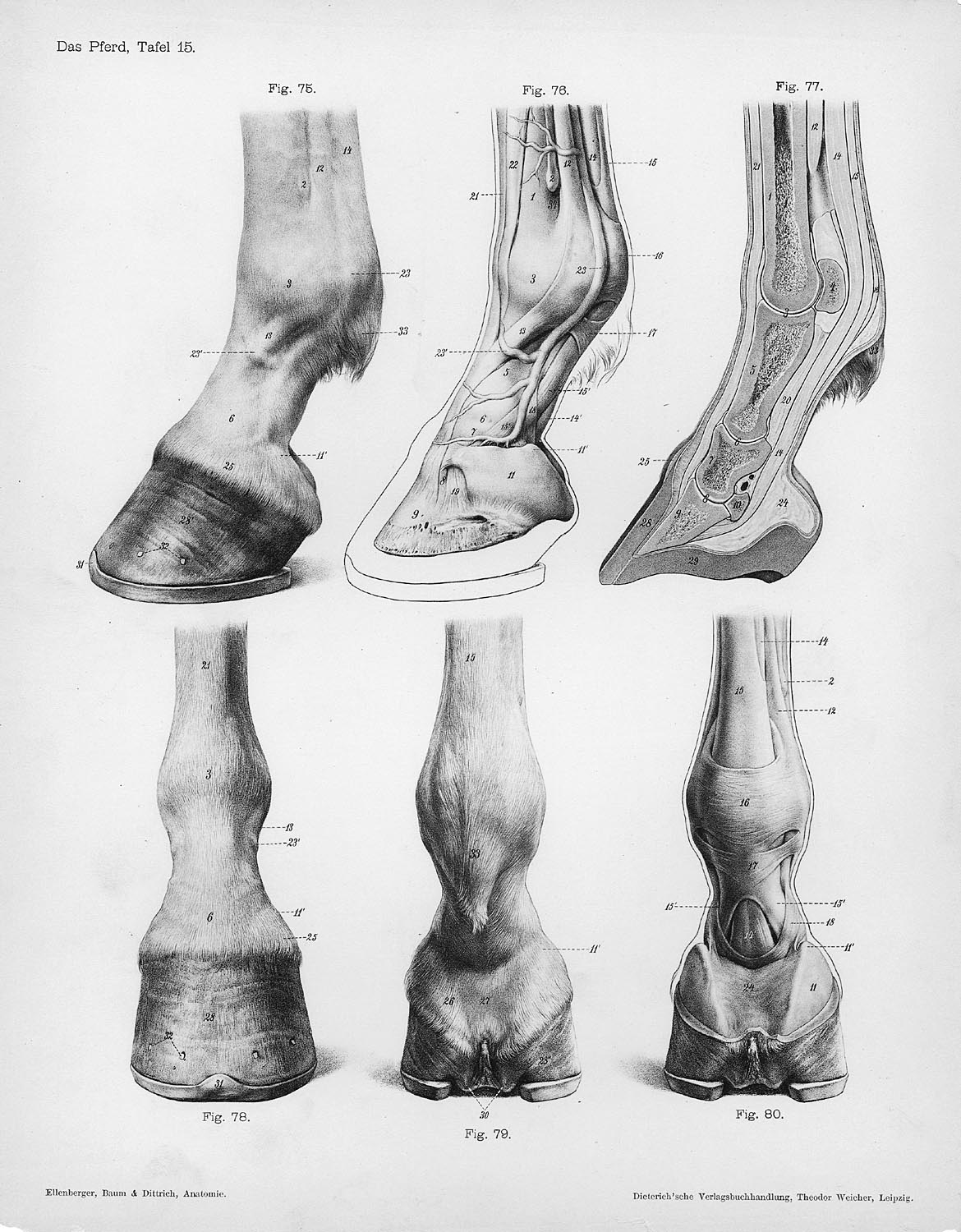
Gravure anatomique du pied du cheval, issu du manuel de l'anatomie animale pour les artistes de Hermann Dittrich, 1889 et 1911-1925.

Le pied constitue l'extrémité des membres du cheval. Les autres membres du genre Equus, âne et zèbre, possèdent la même morphologie de pied qui les distingue de leurs ancêtres équidés. Il est un élément essentiel de la locomotion, qui justifie pleinement l'expression « Pas de pied, pas de cheval »,. En effet le pied est une structure complexe, très sollicitée, qui supporte tout le poids du corps, amortit les chocs et propulse.
Le cheval est un périssodactyle, à nombre impair de doigts — en l'occurrence un seul. En anatomie comparée, le pied du cheval correspond aux deux dernières phalanges du majeur chez l'être humain : le sabot correspond à l'ongle, le pied et le paturon au majeur, le canon à la paume de la main (fusion d'os métacarpiens), le genou au poignet.
Le pied du cheval, surtout lorsqu'il est utilisé comme moyen de locomotion par les humains, peut être atteint de maladies telles que la fourbure, et doit faire l'objet de soins constants incluant le ferrage, le parage, le graissage ou encore la douche.

## Généralités et aspect extérieur

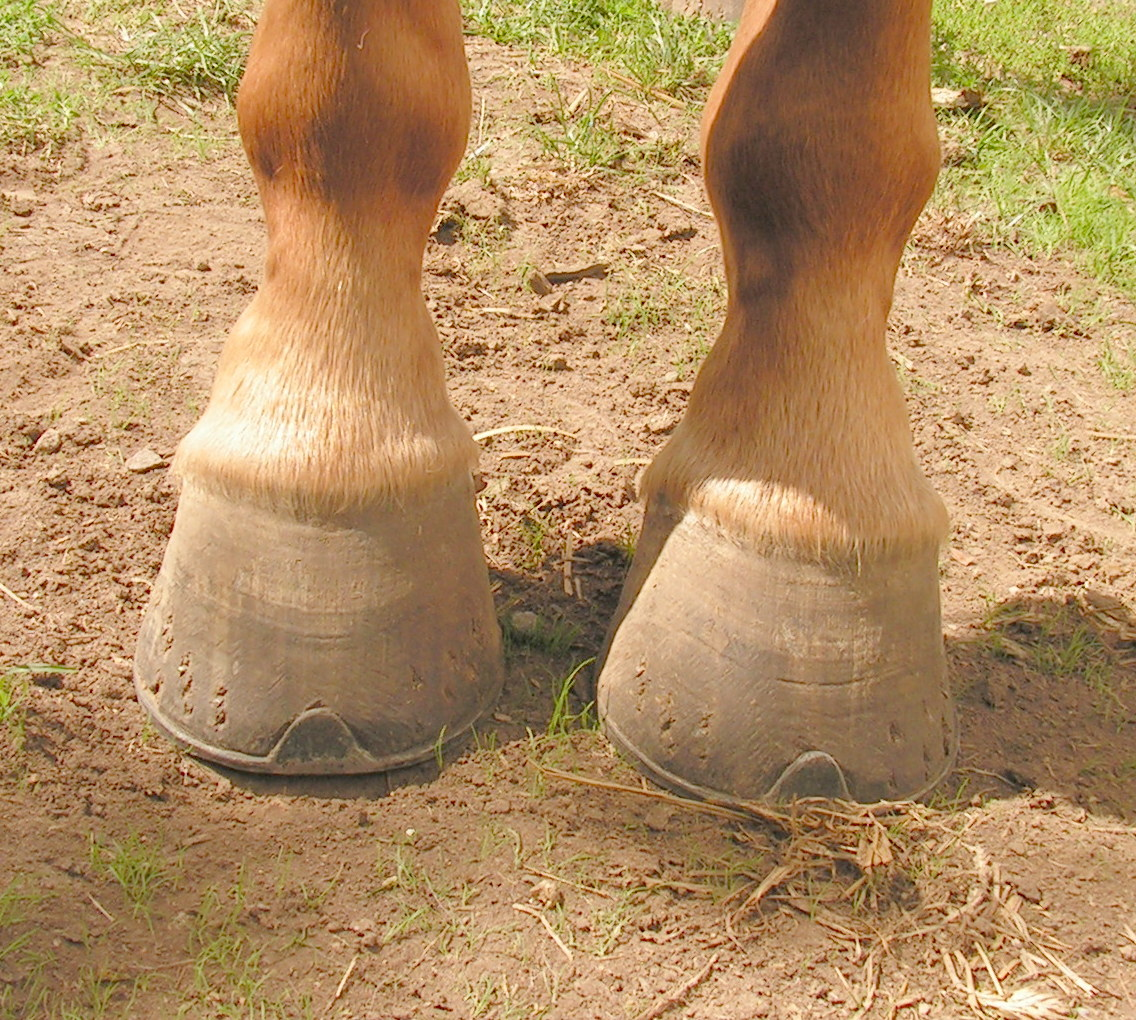
Comparaison des sabots des deux pieds antérieurs.

Le pied du cheval a un rôle essentiel dans sa locomotion, d'autant qu'à eux quatre, ils supportent le poids total de l'animal : 56 % pour les antérieurs et 44 % pour les postérieurs. Sa fonction première est de protéger l'extrémité inférieure du membre. Lorsqu'il se pose au sol, le pied se déforme légèrement (parois, talons et couronne) afin d'absorber les chocs, et son coussinet plantaire, sous la fourchette, a un rôle d'amortisseur. Le pied est couvert de terminaisons nerveuses permettant au cheval de sentir les variations de pression.
En fonction de son utilisation, un cheval peut avoir des formes de pied différentes, bien que ceci ne soit pas déterminant pour ses performances. Ainsi un cheval travaillant sur le plat (course de galop ou de trot, dressage, endurance) peut être pourvu de sabots étroits alors qu'un cheval devant sauter (saut d'obstacles, concours complet) aura besoin d'un pied plus large afin que sa surface de réception soit suffisante pour amortir le saut. D'autre part, un cheval aux pieds étroits évoluera mieux sur terrain sec et pierreux, alors que celui aux pieds larges sera mieux porté sur un sol lourd, voire marécageux,. À noter aussi que le sabot s'adapte naturellement aux conditions climatiques : en période de sècheresse, il devient plus résistant, se protégeant ainsi d’une usure excessive sur un sol devenu lui aussi dur et sec. Au contraire, en période humide, la corne devient plus souple et plus tendre.

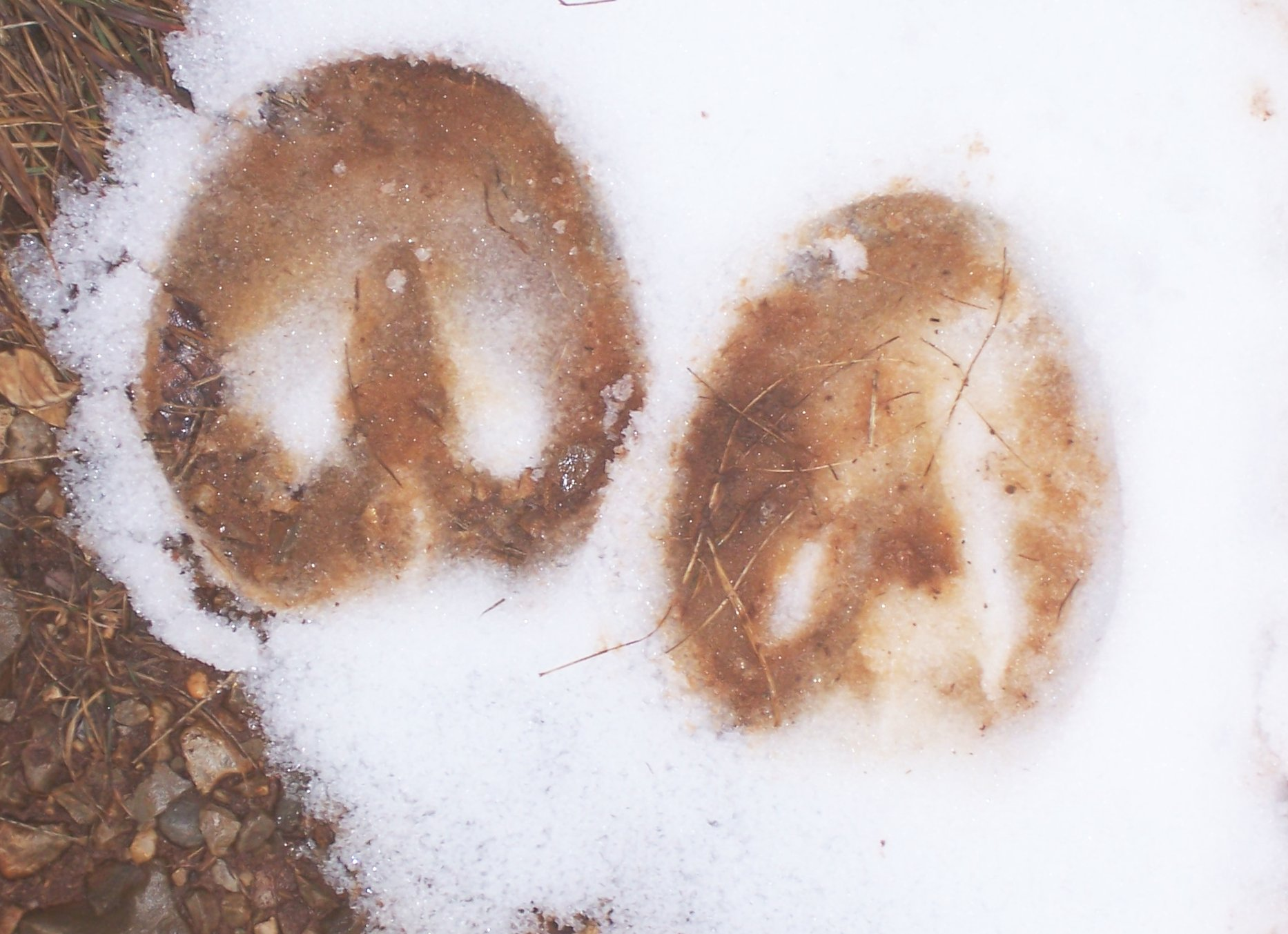
Empreintes de sabot non ferré sur la neige : un antérieur à gauche et un postérieur à droite.

La ferrure et le parage des pieds ont également une incidence sur le développement du sabot et peuvent favoriser certaines allures. Ainsi chez les trotteurs de course, on recherchera une surcharge en poids de la pince, afin d'augmenter l'amplitude des battues de trot.
La comparaison de la forme des sabots chez un même cheval peut donner des indications précieuses. Par exemple, si un sabot antérieur est plus large que l'autre, cela signifie que le cheval s'appuie plus souvent dessus. Cet appui plus marqué peut être le résultat d'une compensation, le cheval soulageant un membre controlatéral douloureux, ou d'une anomalie de locomotion provenant elle-même d'un défaut, d'une lésion ou d'une douleur dans une autre partie du corps. Un examen d'ensemble attentif est indispensable afin de déterminer et localiser la cause de cette déformation pour prévenir toute boiterie future.
La forme seule des sabots, tant qu'elle n'a pas d'incidence négative sur la locomotion de l'équidé, n'a pas d'influence sur le confort propre des cavaliers. La souplesse des articulations et la longueur du paturon jouent par contre un rôle déterminant sur les sensations du cavalier.

## Évolution

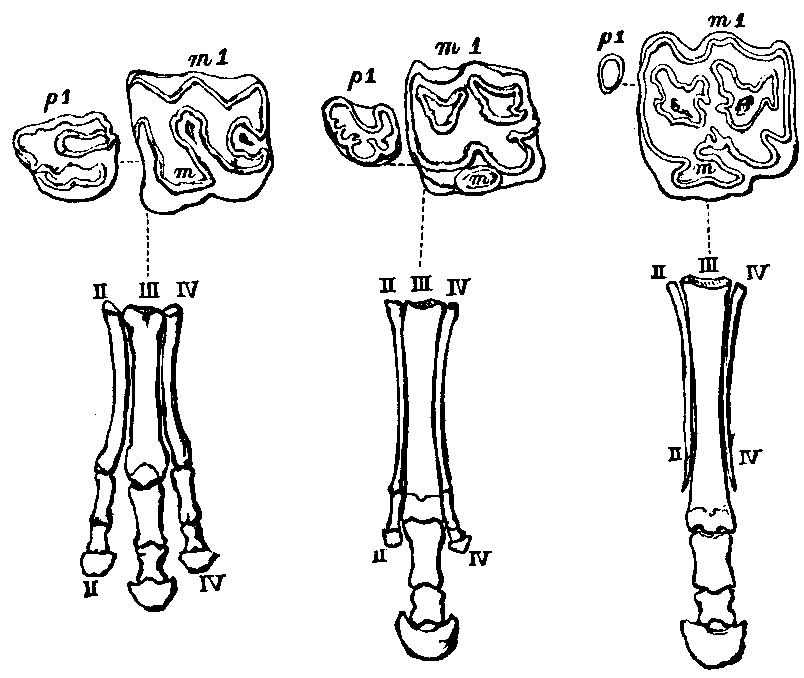
Évolution du pied des équidés
De gauche à droite: Mesohippus, Merichippus, Pliohippus.

Les premiers des Hippomorphes connus, tel l'Eohippus (hyracotherium) pendant l’Éocène, il y a environ 54 millions d’années, possédaient cinq doigts à l’extrémité de leurs membres antérieurs et trois aux membres postérieurs (quadridactylie et tridactylie). Les membres se terminaient par un coussinet plantaire souple en lieu et place du sabot. Les doigts, ayant la faculté de s’écarter, étaient particulièrement bien adaptés pour les déplacements sur les sols humides des forêts marécageuses, l’augmentation de la surface de support empêchait les animaux de s’enfoncer profondément dans la boue sur laquelle ils se déplaçaient,.
Au cours de l’Oligocène, il y a environ 30 millions d’années, la régression des forêts a contraint l’ensemble des équidés à gagner les prairies et les steppes. Devant s’adapter à un sol plus dur et à un milieu plus ouvert, fréquenté par de nombreux prédateurs, et devant donc développer leurs aptitudes à la course, les équidés tels ceux des genres Merychippus et Hipparion ont vu leur nombre de doigts reposant sur le sol se réduire à trois. En effet, sur des sols durs, le jeu de doigts latéraux devient alors désavantageux, entraînant une perte de vitesse évidente par les forces de frictions qu’il occasionne. Ils ont aussi perdu progressivement les appuis sur les doigts latéraux, ce qui permet de gagner en vitesse.
Au miocène, il y a douze millions d’années, apparaît enfin le doigt unique du Pliohippus (doigt III). Il possède encore des doigts latéraux, mais très réduits. Son sabot est fendu, caractéristique que perdront les animaux du genre Equus, regroupant ânes, zèbres, chevaux domestiques et chevaux sauvages tel que le cheval de Przewalski.
À noter qu'un vestige de la 5e phalange du doigt I, qui a disparu au cours de l'évolution des équidés, subsiste sous forme d'une petite plaque de corne ovale, appelée châtaigne, sur les faces internes des membres, située au-dessous du genou pour les membres antérieurs, et au-dessus du jarret pour les membres postérieurs. Les châtaignes manquent aux membres postérieurs de l'âne, de l'hémione et du zèbre, et plus rarement chez certains chevaux. Un autre vestige des doigts II et IV, l'ergot, subsiste au niveau du boulet, derrière les fanons.
Ces animaux étaient classés dans l'ordre des solipèdes, c'est-à-dire qu'il « n'a pour tout vestige des doigts latéraux que deux stylets placés aux deux côtés de l'os du canon ». Cette dénomination est désormais obsolète.

## Morphologie

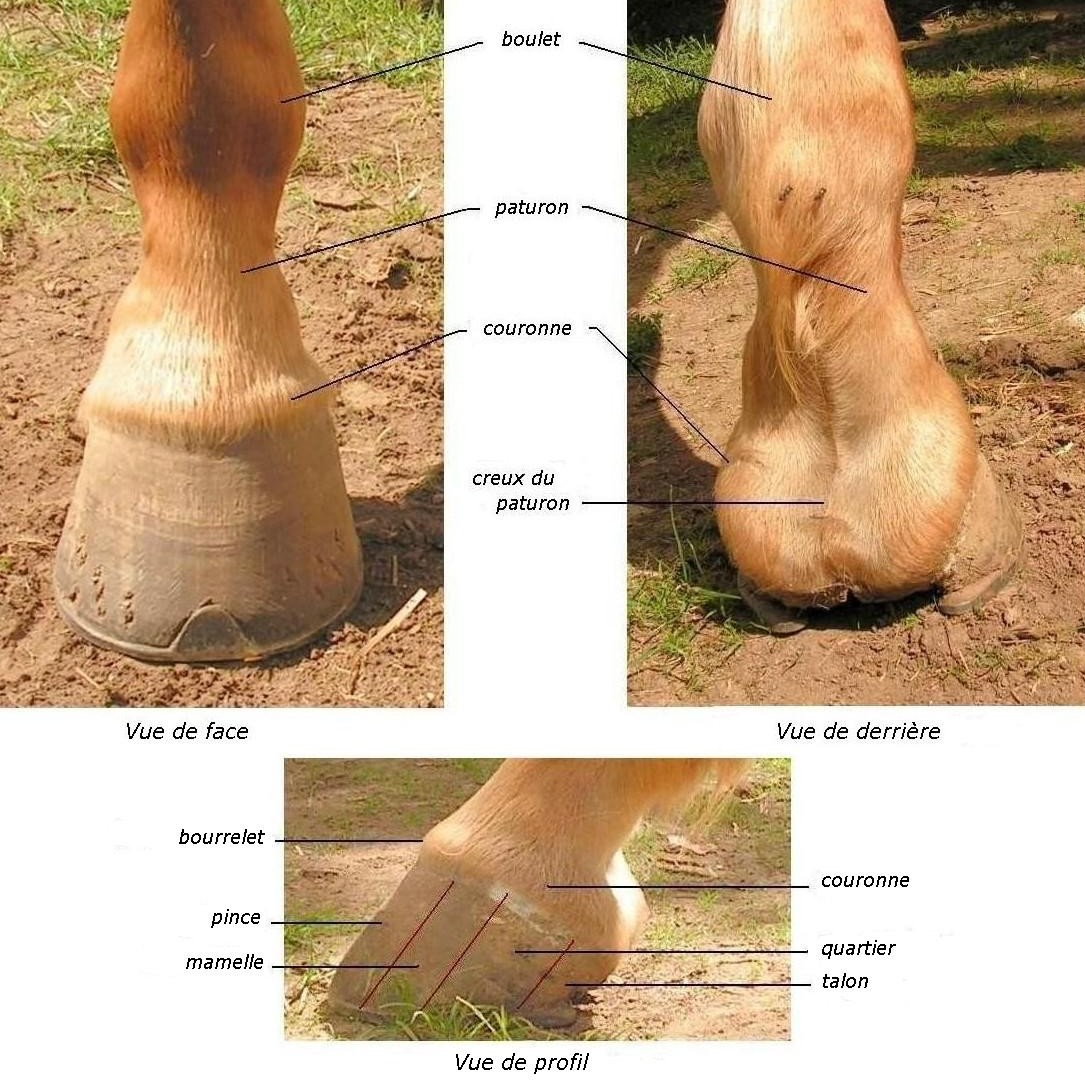
Vues avec annotations d'un pied de cheval, de face, de profil et de dos.

L'extrémité des membres du cheval est composé, de haut en bas, du canon (vertical), de l'articulation du boulet et de son fanon, poils plus longs situés à l'arrière du boulet. Le pied à proprement parler comporte le paturon, la couronne et le sabot. La couronne se termine par le bourrelet périoplique ou bourrelet principal. Le périople est une bande de corne un peu plus molle, situé au bord supérieur de la paroi, et se confond en arrière avec la fourchette. Il sécrète un vernis (le périople) protégeant la corne du dessèchement. Le bourrelet principal, au niveau de la couronne, sécrète la corne constituant la paroi du sabot. La pousse de la paroi se fait donc de haut en bas.
La ligne de pince se trouve dans l’axe du paturon, et fait en moyenne un angle avec le sol d’environ 45 à 50° pour les antérieurs et d’environ 50 à 55° pour les postérieurs. L'important pour un bon aplomb est le maintien du parallélisme entre la paroi en pince du sabot et le paturon.

### Sabot
Le sabot contient et protège les parties sensibles terminant les membres. Le sabot est constitué de trois textures différentes : la paroi qui est un ongle (ensemble de poils agglutinés), la sole qui est un durillon corné, la fourchette et les glomes (ensemble de poils maillés). La corne est le plus souvent pigmentée si le poil sus-jacent l'est lui-même. Elle est blanche quand elle fait suite à une balzane. Contrairement à une idée répandue, il n'existe pas de différence de qualité entre les deux couleurs de corne,,.
La paroi, ou muraille, est la partie visible du sabot lorsque le pied est posé sur le sol. On y distingue artificiellement plusieurs régions, qui sont, de l'avant vers l'arrière, la pince, les mamelles, les quartiers et les talons. Elle se défléchit ensuite en arrière et en dessous pour former les barres. La paroi diminue d'épaisseur et de hauteur depuis la pince vers les talons. Elle est résistante, son côté extérieur est lisse, et finement striée en longueur, traduisant la progression continue des fibres de kératine qui la composent.

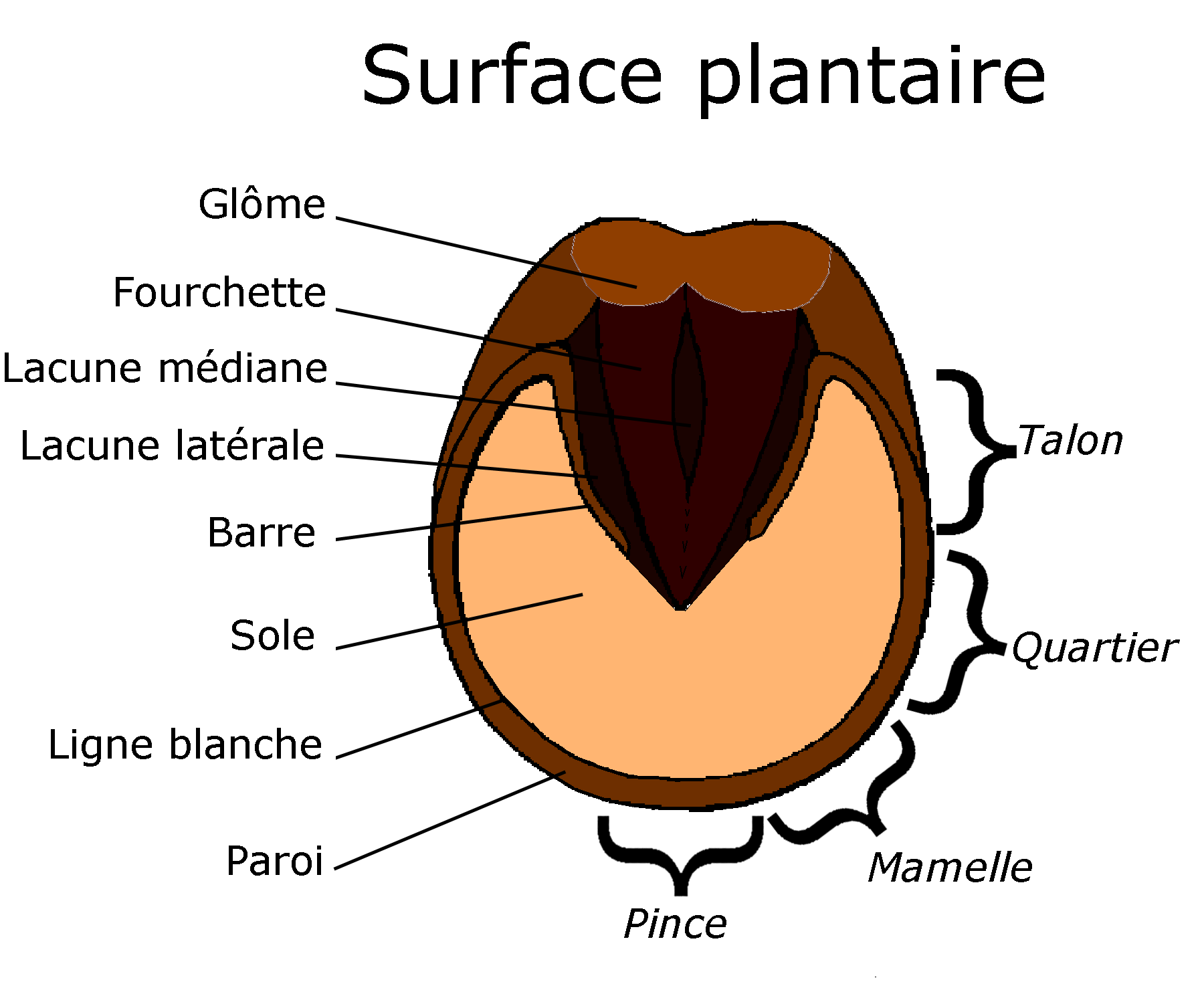
Schéma de la surface plantaire.

La partie du sabot qui repose sur le sol est nommée surface plantaire ou surface solaire. Elle est concave et ouverte vers l'arrière. Son pourtour est formé par la partie inférieure de la paroi, qui constitue la surface réellement portante du pied. La sole est la partie concave de la voûte plantaire, formée de corne sèche et parfois friable. La zone située entre la sole et la paroi se nomme ligne blanche. La fourchette est une saillie en forme de V à pointe antérieure, composée d'une corne plus molle. En effet, elle est constituée de corne tubulaire. Ces derniers[Quoi ?] sont organisés de façon anarchique, ce qui confère à la fourchette une remarquable élasticité. Les creux de chaque côté du V de la fourchette sont nommés lacunes latérales, le sillon entre les branches du V, lacune médiane. Les branches du V rejoignent en arrière le bourrelet périoplique pour former les glomes. Les lacunes latérales sont délimitées à l’extérieur par les barres, repli de corne dure de même composition que la paroi.
Si la structure des pieds antérieurs et postérieurs est identique, en revanche, les sabots des antérieurs sont plus bas et évasés que les sabots postérieurs. Leur paroi est moins verticale, leur ligne de pince est plus inclinée sur l'horizontale. Le contour de la sole, presque circulaire sur les membres antérieurs, est ogival sur les membres postérieurs. Ainsi, l'empreinte d'un antérieur sera plus ronde que celle d'un postérieur. La sole présente une concavité plus marquée sur le postérieur. Sur les antérieurs, la longueur à l'endroit le plus large ne devrait cependant pas être supérieure à la distance entre les talons et la pince.

#### Renouvellement de la corne
La corne du sabot est synthétisée grâce à la prolifération des cellules au niveau du bourrelet périoplique, situé juste au-dessus du sabot. Cette croissance de la corne s'appelle avalure. La corne pousse à la manière des ongles, de 1 à 2 cm par mois, selon les conditions d’utilisation et d’élevage ; la pousse dans la saison chaude étant légèrement plus importante qu'en saison froide. Le sabot se renouvelle ainsi entièrement tous les huit mois environ,. Cette différence serait une adaptation en fonction du besoin saisonnier. En été les sols plus durs usent davantage, aussi, les équidés ont besoin d'un meilleur renouvellement de leurs sabots. Mais il n'a pas été détecté d'adaptation du taux de synthétisation de la corne en fonction de son usure.
En liberté, dans le milieu naturel, l'érosion de la corne compense exactement la pousse chez l'équidé en bonne santé. En revanche, lorsque l'animal travaille sur un sol plus dur, parcourt des distances plus importantes que celles parcourues en liberté, ou exécute des efforts spécifiques (sport équestre, travail de traction…), l'usure du sabot peut s'avérer plus rapide que la pousse. D'autre part, un manque d'usure ou des contraintes particulières peuvent provoquer des déformations. Une usure trop importante de la corne induit une douleur, qui à terme, provoque des boiteries. Dans ce cas, les équidés recherchent spontanément les sols plus tendres et minimisent leurs déplacements, diminuant ainsi l'usure.
La déformation du sabot entraîne un mauvais appui du pied sur le sol. Ceci amène, à moyen terme, des défauts de locomotion dus généralement à un effet de compensation. Ces défauts de locomotion peuvent devenir définitifs si la forme du sabot n'est pas rectifiée rapidement.

## Anatomie

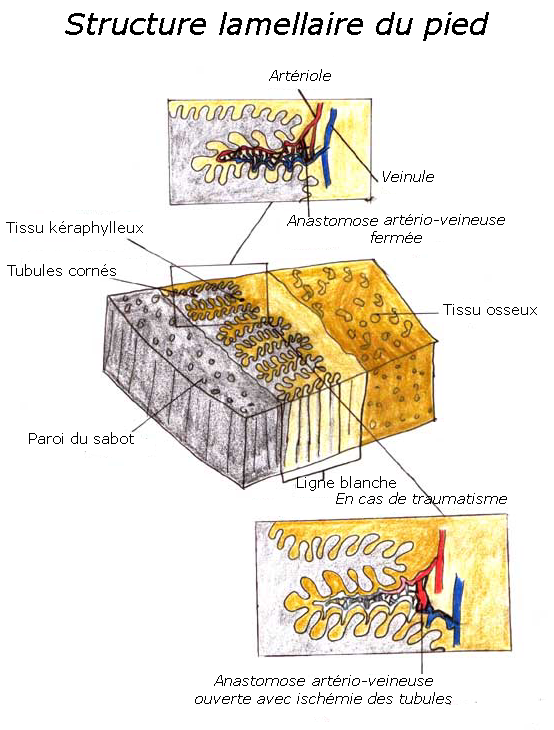
Structure lamellaire du pied.

### Structures ostéo-articulaires et autres structures internes
Le sabot est une sorte de boîte en corne entourant les parties vives du pied, sur lesquelles il se moule, l'ossature étant supportée par la fourchette, le coussinet digital et la sole. Une ancienne croyance prétendait que la phalange était suspendue dans la boîte cornée, mais nous savons aujourd'hui que cette théorie est fausse.
Les structures osseuses propres au pied, sont, de bas en haut, la troisième phalange, ou os du pied, articulé avec la seconde phalange ou os de la couronne et l'os naviculaire, ainsi nommé en raison de sa forme rappelant une nacelle. Le squelette se prolonge au niveau du doigt, par la première phalange, ou os du paturon, deux os grands sésamoïdes au niveau du boulet, puis par le métacarpien principal ou os du canon, vertical.
Deux cartilages latéraux prolongent vers l'arrière l'os du pied. Le tendon de l'extenseur du doigt est inséré sur la face antérieure de l'os du pied. Les deux tendons extenseurs des phalanges permettent la flexion et l’extension de l'extrémité du membre. Le ligament suspenseur du boulet englobe les os grands sésamoïdes, et s'unit avec le tendon de l'extenseur. Ce ligament correspond au résidu évolutif du muscle interosseux III, mais est, chez le cheval, entièrement tendineux et ne comporte plus de fibre musculaire. Il participe à la stabilité du pied lors de l'extension forcée, en contribuant au blocage de l’articulation carpienne pendant la phase de soutien.
L'appareil fléchisseur est principalement composé de deux muscles, dont seule la partie tendineuse apparaît au niveau du pied. Le tendon du fléchisseur superficiel du doigt (ou tendon perforé) s'insère sur la partie inférieure de l'os du paturon, et sur le bourrelet de l'os de la couronne. Le tendon du fléchisseur profond du doigt (ou tendon perforant) est inséré sur les deuxième et troisième phalanges, en passant par-dessus l'os naviculaire. Le tendon perforant traverse le perforé au niveau de l'anneau du perforé (ou manica flexoria). Ces deux tendons forment la partie active de l’appareil de soutien du doigt.
Considérant la masse et la motricité des chevaux, les articulations sont parfaitement adaptées à des sollicitations importantes. Ainsi, les articulations sont stabilisées par une puissante capsule articulaire tapissée par une membrane appelée synoviale, qui secrète le liquide synovial, un lubrifiant. Cette articulation synoviale assure l’union de l'os du pied et de l’os sésamoïde avec l'os de la couronne. Presque entièrement abritée par le sabot, sa fonction primordiale est d’absorber les irrégularités du sol.
Le coussinet plantaire est un tissu élastique, situé entre les cartilages latéraux, et recouvert en dessous par la fourchette. Il joue un rôle d'amortisseur. Le tissu kéraphylleux est fortement uni à la corne formant le côté interne de la paroi. En raison de son aspect de nombreux (environ 600) feuillets verticaux minces et parallèles (7 mm de large sur 50 mm de long environ), il est nommé chair feuilletée dans la partie ne reposant pas sur le sol. Il est nommé chair veloutée dans la partie correspondant à la sole et à la fourchette, tirant son nom des innombrables papilles dont elle est recouverte. L'os naviculaire repose et est rattaché au coussinet plantaire par la chair veloutée et au sillon circulaire par la chair cannelée. Le pourtour de l'os naviculaire est formé de plusieurs parties fortement unies entre elles, mais séparables et constituées de différentes natures de corne.

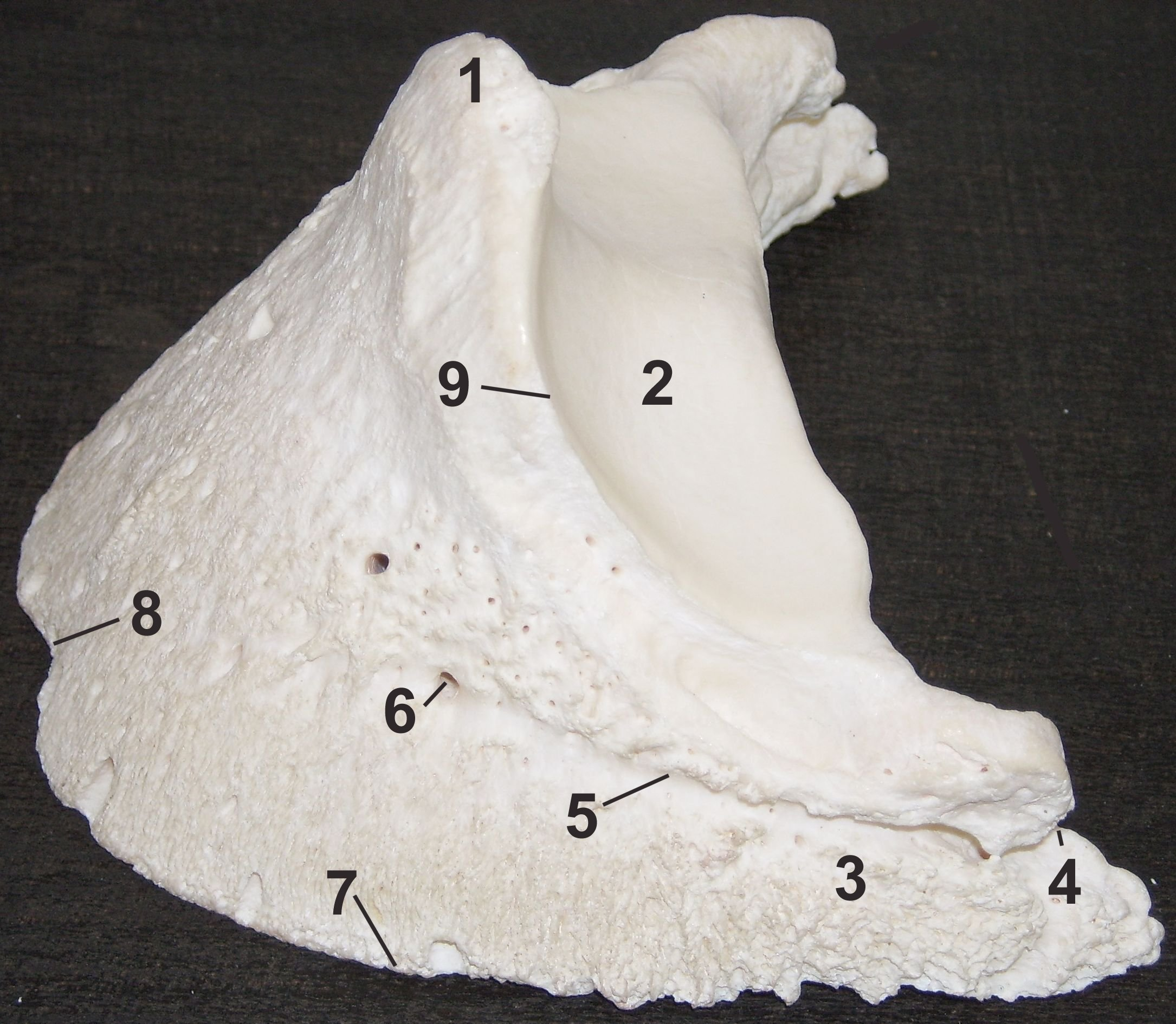
Os du pied : 1 processus extensorius, 2 surface articulaire, 3 processus palmaire, 4 incisure du processus palmaire, 5 sillon pariétal, 6 foramens pariétal, 7 bord solaire, 8 échancrure médiane du bord solaire, 9 bord coronaire.

#### Os du pied
L'os du pied est large et arrondi d’un côté à l'autre. Il est entièrement enfermé dans la boîte cornée, dont il prend la forme. Il s’articule sur le devant par sa face proximale, formée de deux cavités séparées par un relief intermédiaire, et à l'arrière à l'os de la couronne et à l'os naviculaire.
Sur le devant, la face pariétale ou dorsale est dominée par le processus de l’extenseur, recevant l’insertion terminale du tendon long extenseur dorsal du doigt, triangulaire et aplati. Elle a un aspect poreux car criblée de foramens vasculaires. Elle présente de chaque côté, à l'arrière, un creux horizontal, le sillon pariétal ou dorsal, se finissant à foramen vasculaire. De chaque côté, à l'arrière, le processus palmaire porte les fibro-cartilages complémentaires de l'os du pied (ou cartilages ungulaires 1), qui sont des lames d'un tissu élastique et résistant qui continuant l'os du pied en arrière en remontant sur les côtés. Ces fibro-cartilages complémentaires sont subdivisés par une profonde incisure (incisure du processus palmaire), se poursuivant sur la face pariétale par le sillon pariétal.
La face articulaire, sur le dessus, est en correspondance avec l'os de la couronne. Le bord palmaire présente une facette articulaire étroite et allongée transversalement, correspondant au bord articulaire de l’os naviculaire. La surface articulaire est séparée de la face pariétale par le bord coronaire.
Le bord solaire, en bas, sépare la face pariétale de la face solaire. Il est mince, tranchant et légèrement échancré en son milieu. La surface solaire, en dessous et vers l'avant, est finement poreuse, en forme de croissant. En dessous et vers l'arrière, on trouve une surface déprimée, la faciès flexoria, étroite, occupée de chaque côté par un fort sillon vasculo-nerveux, le sillon solaire. Elle correspond au site d’attache du tendon perforant.

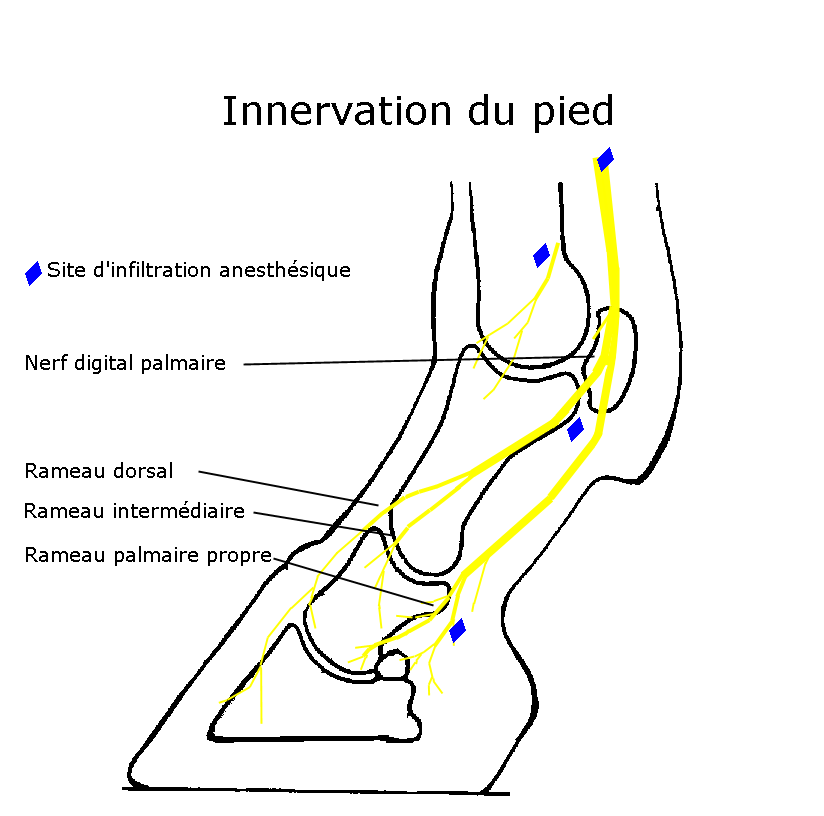
Innervation du pied.

### Innervation et vascularisation
Les nerfs digités donnent la sensibilité du pied. Les rameaux palmaires propres innervent la partie postérieure du pied et l'articulation de l'os naviculaire. L'anesthésie de ces nerfs peut permettre de préciser la zone douloureuse responsable d'une boiterie. La section chirurgicale de ces nerfs ou névrectomie peut permettre de supprimer la boiterie en cas de maladie naviculaire au risque de majorer l'atteinte en augmentant l'appui sur le membre malade. Cette pratique est interdite en compétition. Le coussinet plantaire est richement innervé mais peu vascularisé : il joue ainsi un rôle important dans la proprioception et dans la sensibilité à la douleur.
La corne n'est pas innervée ni vascularisée ce qui permet une application indolore de la ferrure, même à chaud. Le derme de pied, fortement vascularisé va par contre souffrir de rétractation, du fait de l'irradiation de la chaleur. Entre deux maux, il est préférable d'opter pour un ferrage à froid, tout aussi solide.
Le pied est richement vascularisé, par l'intermédiaire des artères digitales latérale et médiane. On peut sentir le pouls digité en arrière du paturon. L'accentuation de ce pouls est un signe d'inflammation du pied. Le pied comporte de très nombreuses veinules, constamment remplies d’un important volume de sang, qui constituent une sorte d’éponge contribuant à amortir la pression du corps sur le sabot quand le pied frappe le sol.

## Fonctions mécaniques

### Mécanique articulaire
L'appareil locomoteur des équidés est particulièrement bien adapté à la course : le sabot, la présence d’un seul doigt très développé, la puissance du système tendineux caractérisent cette spécialisation fonctionnelle. La réduction des muscles dans la partie inférieure des membres et le développement de solides ligaments renforcent le fonctionnement passif et automatique des membres. La conformation des articulations du doigt du cheval favorise les mouvements de flexion et d'extension dans le plan sagittal. Seules les articulations du paturon (articulations proximales) permettent des mouvements actifs de rotation, d'adduction et d'abduction. Ces mouvements complémentaires de rotation, bien que d'amplitudes plus faibles, possèdent une réelle importance fonctionnelle, car ils compensent passivement les irrégularités de l'appui au sol. Au niveau du pied, seuls les mouvements d'extension et flexion sont actifs.
L'articulation du boulet (métacarpo-phalangienne et métatarso-phalangienne) permet des mouvements d'extension flexion. De très légers mouvements de rotation sont possibles.
L'articulation de la couronne ou inter-phalangienne proximale permet également des mouvements d'extension flexion, ainsi qu'une légère rotation et quelques degrés de mouvements latéraux.
L'articulation du pied ou inter-phalangienne distale permet également des mouvements d'extension flexion, et une composante en latéralité et en rotation plus importante que les deux précédentes.

### Cinétique
On peut diviser une foulée en deux phases : une d’appui, le pied au sol, et une de soutien, le membre levé. Chacune de ces phases contient trois parties.
La phase d'appui commence par l'amortissement (A) qui correspond au poser du sabot sur le sol, le plus souvent le talon recevant le premier l'impact. C'est lors de cette phase que le rôle d'amortissement du sabot est le plus sollicité. Les pressions sont exercées majoritairement au niveau des talons et des quartiers ainsi que sur la face solaire.
Le soutènement (B) correspond à une phase amortissement plus poussée, le boulet descend alors vers le sol.
La propulsion (C) débute la flexion des articulations et restitue l'énergie cinétique. Cette phase correspond au passage de l'axe du membre par la verticale, les articulations étant à la fin dans leur extension maximale. Elle est caractérisée par une élévation du boulet et un paturon.L'os naviculaire se retrouve coincé entre le tendon perforant et l'os de la couronne. La région naviculaire supporte donc l’essentiel des contraintes lors de la phase de propulsion.
La phase de soutien débute ensuite par le ramener (D), où la flexion tendineuse est encore passive.
Lors de la suspension (E), le pied est à son apogée et en flexion maximale.
Lors de l'embrassée (F), l'extension passe à son maximum par une action musculaire active.

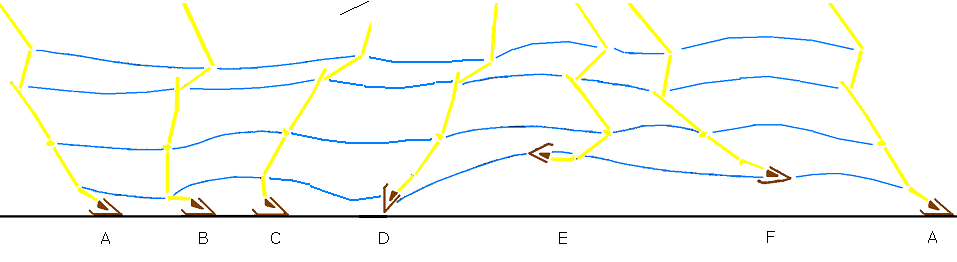
Cinétique du pied du cheval (Antérieur)
A : Amortissement B : Soutènement C : Propulsion D : Ramener E : Suspension F : Embrassée
NB: Lors du poser (ABC), le sabot est immobile sur le sol.

Cinématique des pieds au galop.

### Amortissement et protection
Le sabot, grâce à sa relative élasticité, joue un rôle majeur dans l'amortissement des chocs.

#### Thèse du coussinet plantaire
Un thèse ancienne, des années 1960, pense que le coussinet plantaire joue le rôle principal dans l'amortissement. Lors de l'appui, le poids enfonce la seconde phalange et l'os naviculaire à l'intérieur du sabot et tend à écraser le coussinet plantaire contre la fourchette. Celui-ci exerce, par l'intermédiaire des cartilages latéraux, une pression sur les parois latérales du sabot qui s'écartent vers l'arrière de quelques millimètres. Si la fourchette ne participe pas à l'appui (encastelure), ce rôle d'amortissement ne peut avoir lieu, ce qui engendre à la longue des boiteries.

#### Thèse de l’écartement des talons
Un thèse plus récente, des années 1990, pense que l’écartement des talons joue le rôle principal dans l'amortissement. L’écartement des talons est lié à leur orientation, qui permet leur déformation spontanée pendant l’appui. Il entraîne une diminution des pressions entre les talons, entrainant l’expansion du coussinet digital. La fourchette agit alors comme un soufflet, une réserve de matière permettant cet écartement,. Si les talons ne peuvent pas s'écarter de manière optimum (encastelure), ce rôle d'amortissement ne peut avoir lieu, ce qui engendre à la longue des boiteries.
Le sabot est une structure très solide avec une résistance à la traction de l'ordre de 6 kg/mm2, pour le cheval domestique.

### Le rôle du pied dans la circulation veineuse
Le pied contient un riche réseau vasculaire qui a conduit les pareurs à proposer la thèse de la pompe digitale. Selon cette thèse, lors de chaque poser du pied la compression du réseau vasculaire du pied participe au retour du sang veineux vers le cœur. Dans le cadre de cette théorie, la pose d'un fer qui empêche les déformations de la boite cornée rendrait impossible cette fonction de pompe digitale et solliciterait alors de façon anormale le muscle cardiaque. Le cheval se fatiguerait alors plus vite avec une incidence directe sur l'espérance de vie[source insuffisante].
La stagnation sanguine au niveau du pied entraîne une élévation de la pression interne du pied majorée par la relative inextensibilité de la boîte cornée[réf. souhaitée].

## Impacts de la domestication
Les séjours prolongés en box ou dans de petites pâtures modifient et diminuent la vascularisation de ses pieds[réf. souhaitée]. En box, la litière, imbibée d’urine, forme un environnement très acide qui ramollit et attaque la corne. De plus, l'accumulation d'impuretés favorise le développement de germes. Confinés dès leur plus jeune âge dans des espaces limités, les chevaux ne se musclent pas correctement, et développent fréquemment des défauts d’aplombs (cagneux, panards…), les prédisposant à d’autres pathologies plus graves.
D'autre part, la distribution des rations, deux à trois fois par jour et en quantités importantes, favorisent les surcharges alimentaires avec des conséquences sur les pieds lors de fourbure par exemple. La moindre variété des végétaux, en pâture ou par l'apport de foin, ajoutée à la qualité différente des sols, modifient considérablement les apports et peuvent être à l’origine de carences causant des déminéralisations.
Enfin, la pratique de l'équitation induit des efforts inhabituels et répétés pour le pied du cheval : le poids du cavalier, la traction d'attelages, la réception au saut d'obstacle, modifient les pressions exercées sur les pieds, les centres de pression, les angles articulaires.

## Entretien

### Parage et ferrage

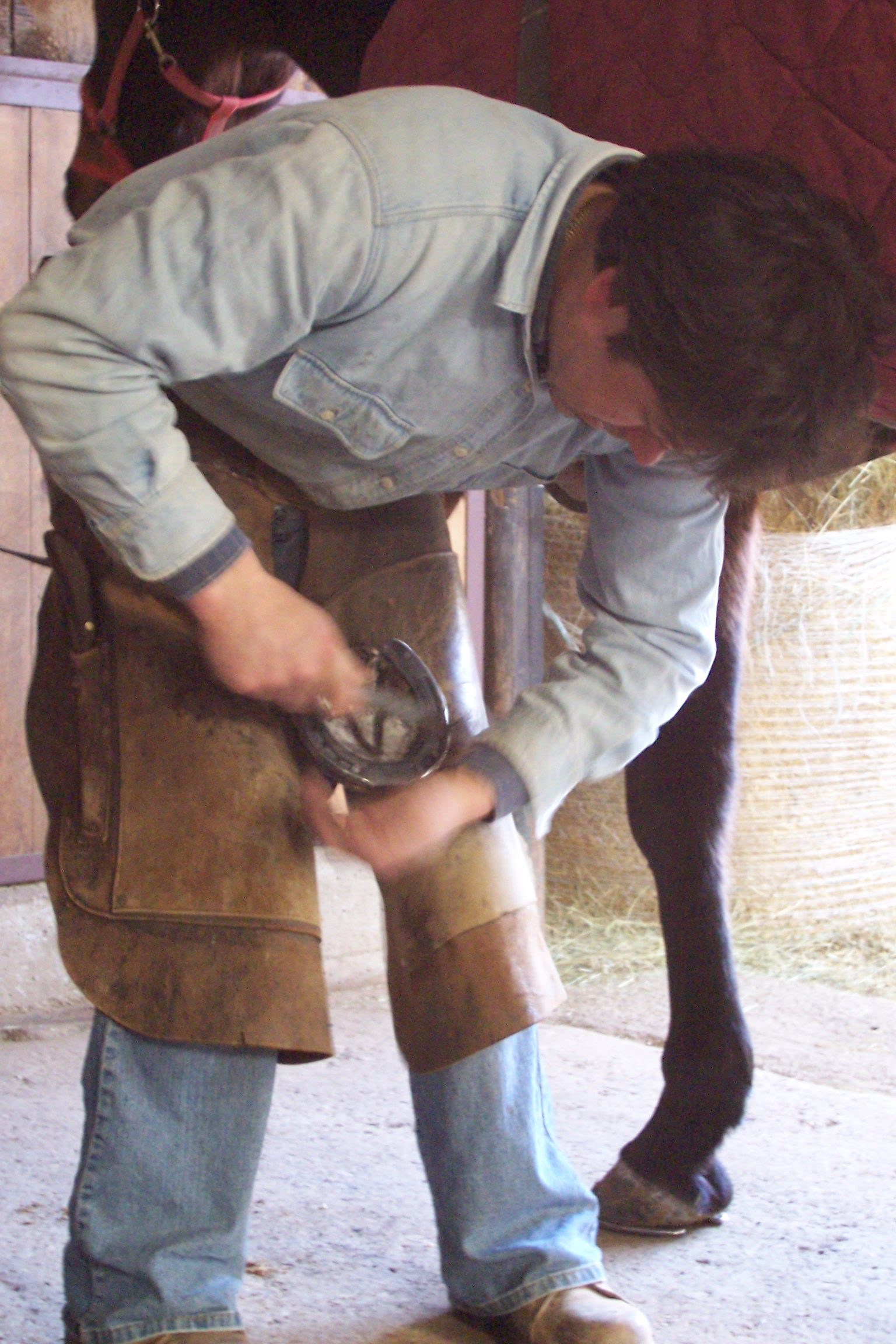
Travail d'un maréchal-ferrant.

La pratique de la maréchalerie vient corriger une partie de ces conséquences de la domestication. Elle permet de mimer artificiellement l’usure du pied de ces chevaux devenus sédentaires, par les moyens mécaniques mis en œuvre lors du parage. Le parage modifie l’angle de la surface d’appui et la répartition de la charge : il permet au cheval d’être confortable et performant tout en limitant le risque de lésions, dues aux contraintes imposées aux articulations, aux tendons et aux ligaments du membre, ainsi qu’au sabot et à son contenu. Les équidés utilisés par l'homme comme animal de trait ou de selle peuvent subir, si l'effort demandé est plus important que dans les conditions naturelles (plus de 30 km/jour), une usure prématurée du sabot. L'invention du fer à cheval a permis de ralentir cette usure. Les fers permettent également de corriger certains défauts d'aplomb,, en modifiant la surface d’appui du pied au sol, et de soulager des structures douloureuses, favorisant ainsi leur guérison. 75 % des boiteries siègent dans les parties basses des membres : la prévention par un entretien régulier des pieds est primordiale. L'entretien et le parage du pied des équidés domestiques par un professionnel est donc presque systématique. L'utilisation des équidés ayant changé au cours du 20e siècle, passant du travail au sport; la nécessité de la ferrure est parfois remise en question, mais demeure la principale façon d'assurer le confort et la performance des chevaux dans leur travail. Il est à noter qu'il est essentiel que l'entretien des sabots soit effectué par un professionnel qualifié puisque tant le parage et le ferrage peuvent poser un risque pour la santé du cheval s'ils sont mal effectués.
Il y a 3 raisons pour ferrer un cheval:  Protéger le sabot (soit pour le travail en terrain difficile ou pour palier à une mauvaise qualité de corne), Performance (ajout ou retrait de traction, fers sportifs spécialisés) ou orthopédique (correction de défaut d'aplomb, protection spéciale suite à une blessure, etc.).
La fréquence moyenne de relevage (retirer les fers, parer le sabot, puis reposer les fers s'ils sont encore utilisables) est de six semaines. Cette fréquence n'est pas en fonction de l'usure des fers, mais en fonction de la pousse de la corne du sabot. Le fer protégeant le sabot contre l'usure, celui-ci peut rapidement de venir trop long au détriment du cheval. Dans certains cas, les chevaux pieds nu peuvent attendre plus longtemps entre les entretiens puisque les sabots s'usent au contact du sol. Outre la fréquence moyenne d'entretien, il est important de l'adapter au cheval, son environnement et son travail.

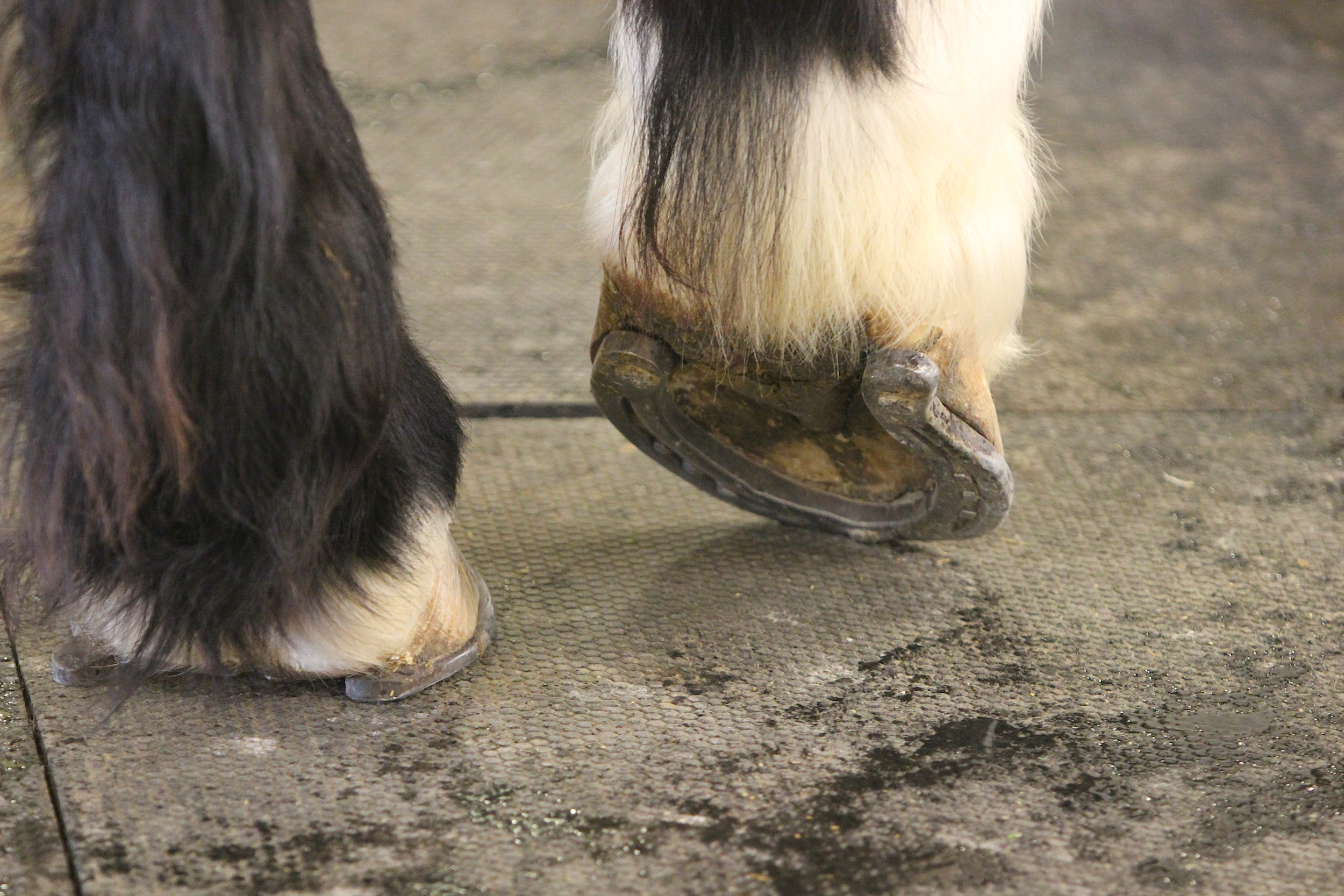
Pieds ferrés.

Le maréchal-ferrant commence le changement de fer par le déferrage, en ôtant les rivets des clous, puis en tirant le fer. Il pare ensuite le sabot : il coupe le surplus de corne, taille cette dernière pour rééquilibrer les aplombs. Le maréchal ferrant choisit ensuite le fer le plus adapté : taille, forme… Comme le sabot, le fer antérieur est plus arrondi que le fer postérieur, qui est plutôt ovale. De plus, le fer antérieur n'a qu'un seul pinçon, partie métallique relevée en pince, alors que le fer postérieur en possède deux. L'utilisation de fers orthopédiques peut soulager certaines pathologies des pieds. Des plaques peuvent également être apposées entre le fer et la sole. Le maréchal ferrant chauffe le fer pour pouvoir lui donner la forme désirée, ajustée à chacun des pieds. Il vérifie que chaque fer s'adapte parfaitement au pied. Dans le ferrage à chaud, il pose le fer directement sur la corne pour cette étape de vérification. Il peut ensuite refroidir le fer, puis le brocher à l'aide de clous à ferrer, en veillant à ne pas toucher les parties vive du pied. Les clous sont apposés en mamelle jusqu'aux quartiers ou la partie la plus large du pied. Les talons ne reçoivent pas de clous pour qu'ils puissent s'écarter et jouer leur rôle d'amortisseur.  Les clous devraient sortir de la paroi à env. 2-3 cm de hauteur. Les clous sont ensuite rivés; les pointes sont coupées et une courte partie du manche du clou est repliée dans une petite rainure faite dans la paroi.  Certains fers possèdent deux trous en talons : les mortaises, qui servent à pouvoir poser des crampons améliorant la tenue du cheval sur sol mou ou sur sol particulièrement dur.

### Hygiène

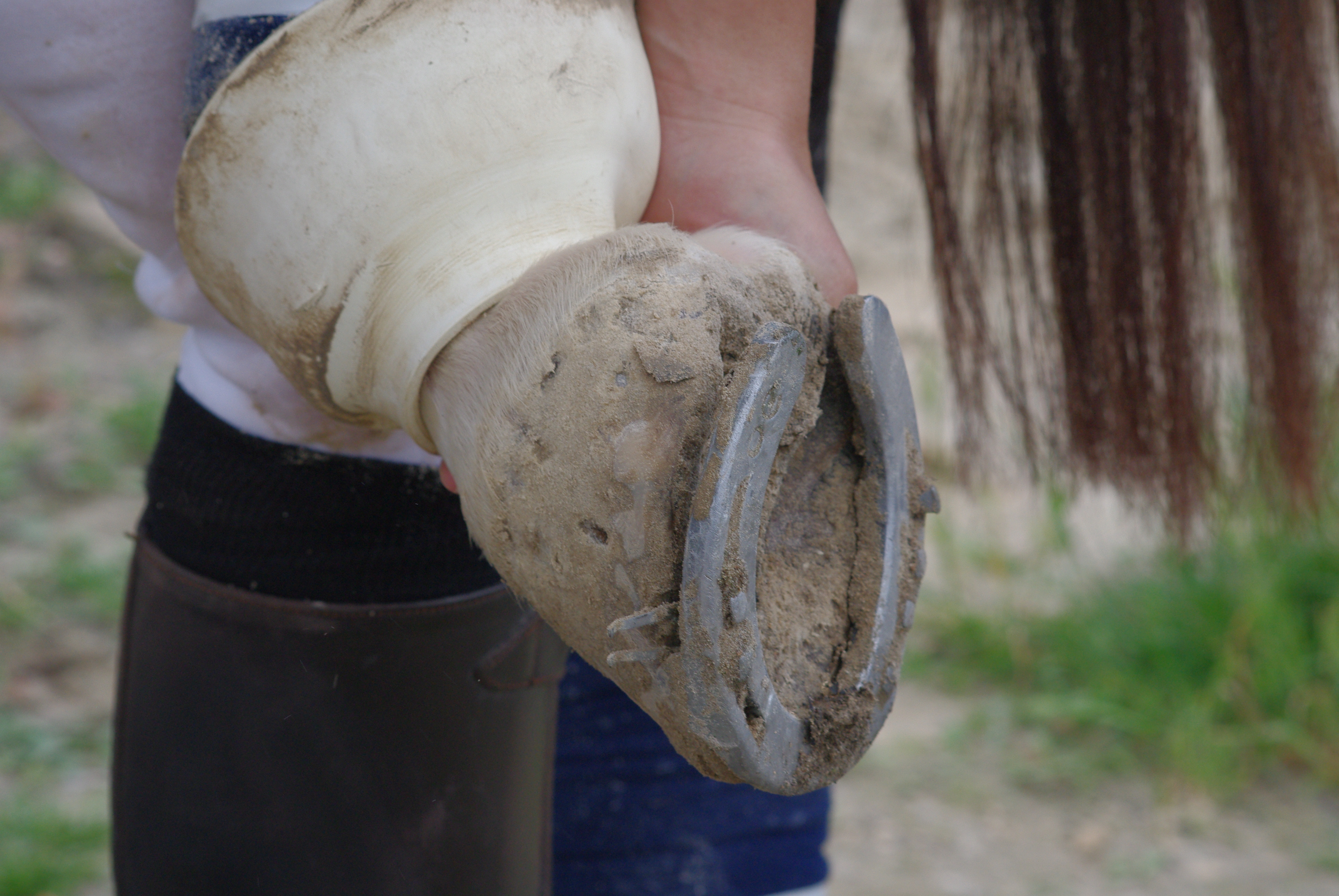
Sabot d'un cheval se déferrant.

L'hygiène du pied est fondamentale, tout homme de cheval vérifiant l'état du pied et le curant avant et après chaque séance de travail. Le curage permet de débarrasser le pied d'impuretés, pouvant tant gêner la locomotion que de détériorer le pied (accumulation de litière acide, d'impuretés favorisant l’apparition de germes…), et de vérifier l'absence de pathologie et l'état du fer. Pour curer les pieds, la première étape est de soulever le pied et le maintenir dans sa main : le cavalier se place à côté du cheval, légèrement à l'avant des membres, en regardant vers l'arrière main, et descend sa main le long du membre, au niveau des tendons, à l'arrière du canon, et tapote ; puis il prend le boulet par le côté interne et le soulève, si le cheval n'a pas déjà soulevé son pied par lui-même. En cas de difficulté, il s’appuie contre le cheval, pour le déséquilibrer et le forcer à reporter son poids du corps sur l'autre latéral, puis soulève doucement les fanons. Pour les postérieurs, le cavalier recule le membre du cheval, et peut le caler sur sa jambe. Le curage s'effectue avec un cure-pied, en tenant le sabot dans la main, poignet orienté à l'intérieur, par des mouvements de l'arrière de la sole vers la pince, la pointe du cure pied dirigée vers l'avant, afin de dégager la surface solaire de tout corps étranger. La fourchette ne doit pas être curée, seule la lacune médiane peut être dégagée par des mouvements doux, sans appui. Le cavalier insiste sur lacunes latérales et les contours intérieurs du fer. La finition se fait avec une brosse dédiée, parfois située sur le cure-pied lui-même. Il vérifie l'absence de tout signe d'infection ou de maladie : pied anormalement chaud, odeur nauséabonde, sole ou fourchette endommagée. Si le cheval est ferré, les fers doivent être vérifiés un par un. Le cavalier peut pour cela sonner le fer avec la partie métallique du cure-pied : le fer ne doit pas vibrer. Il vérifie en outre que la corne n'a pas trop poussé (devant et sur les côtés du fer), pour que le cheval garde des aplombs corrects. Il repose doucement le pied au sol, et peut finir en brossant la paroi du sabot avec une brosse dédiée.

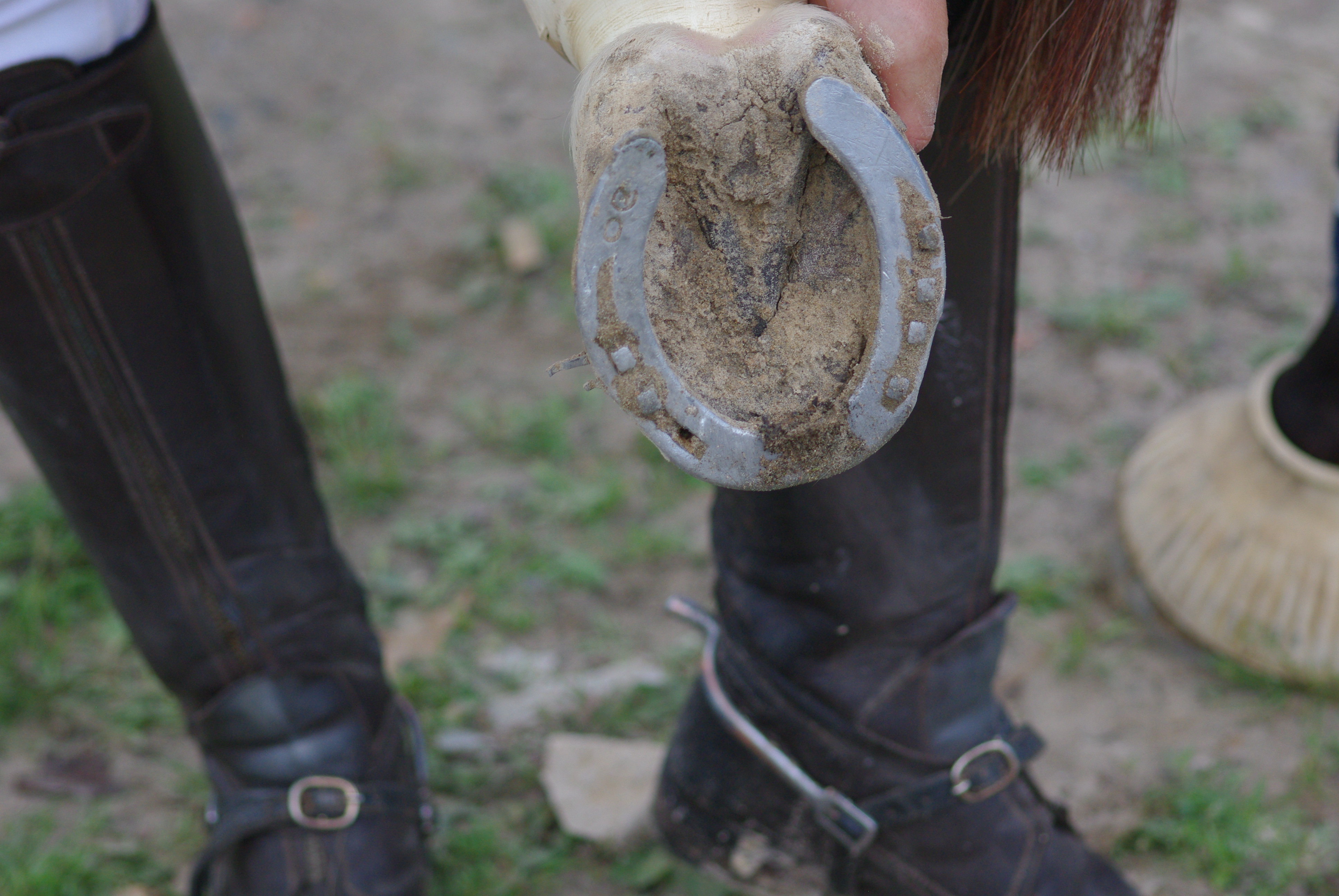
Pied avant nettoyage.
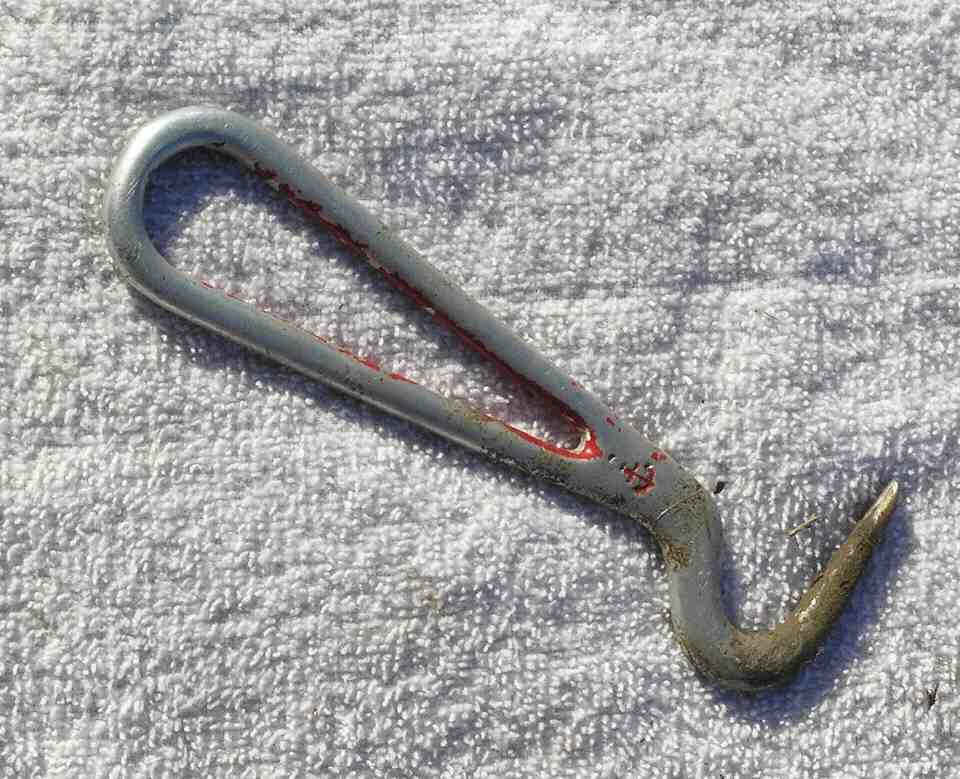
Cure pied.
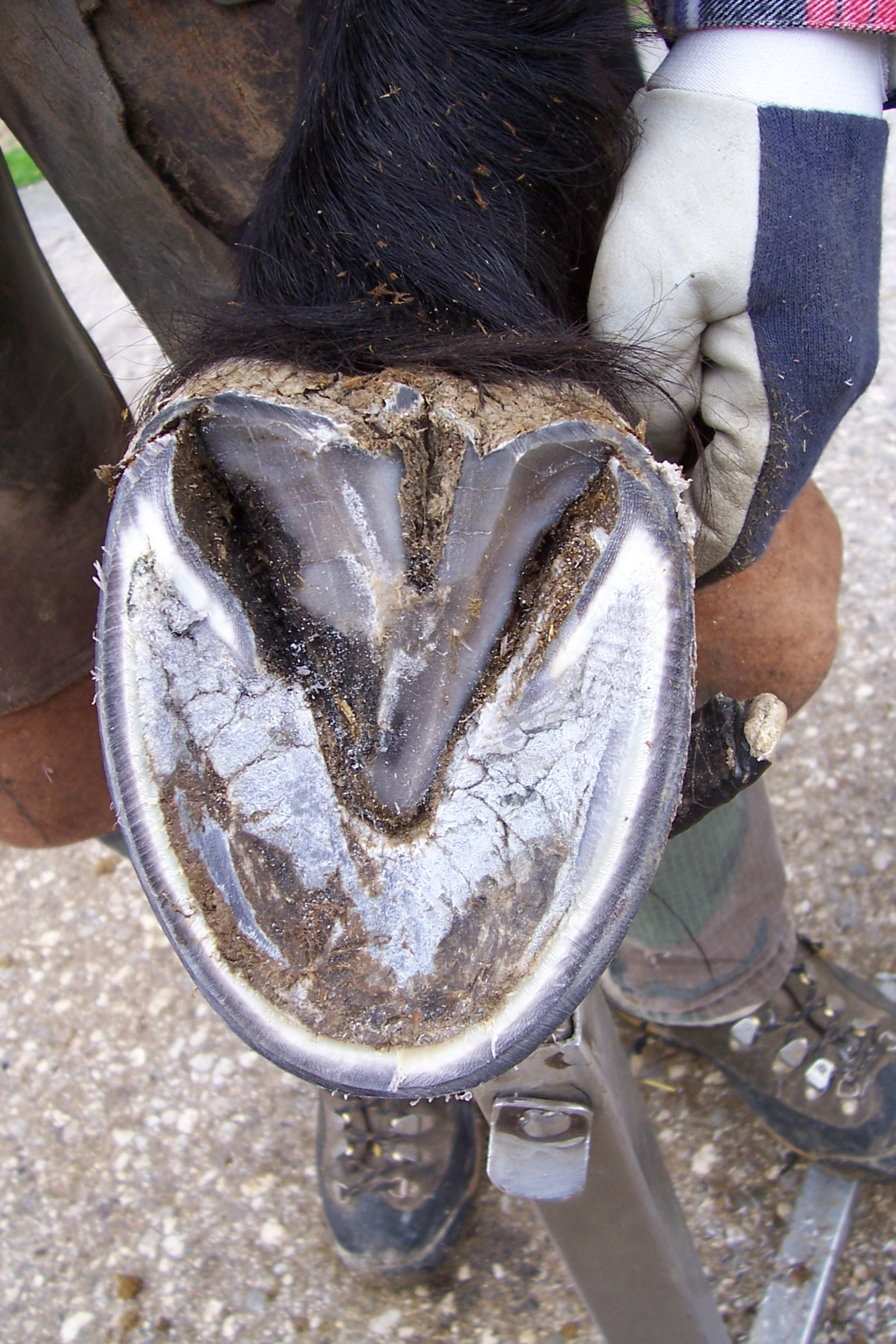
Pied parfaitement nettoyé.

L'entretien de la litière joue également un rôle important, en évitant une macération et une attaque de la sole et de la fourchette par l'ammoniac résultant de la fermentation prolongée de la litière. Les massages de la couronne stimulent la pousse du sabot.
Les douches sont bénéfiques pour les membres et les tendons, tant par leur effet mécanique de massage que par leur effet thermique, provoquant une vasoconstriction. Il est souvent préférable de graisser le sabot après la douche, notamment par temps sec. Par temps humide, l'ordre inverse est préconisé. Afin d'éviter les crevasses, il est nécessaire, surtout par temps froid, de bien sécher les plis de flexion du paturon.

### Graissage

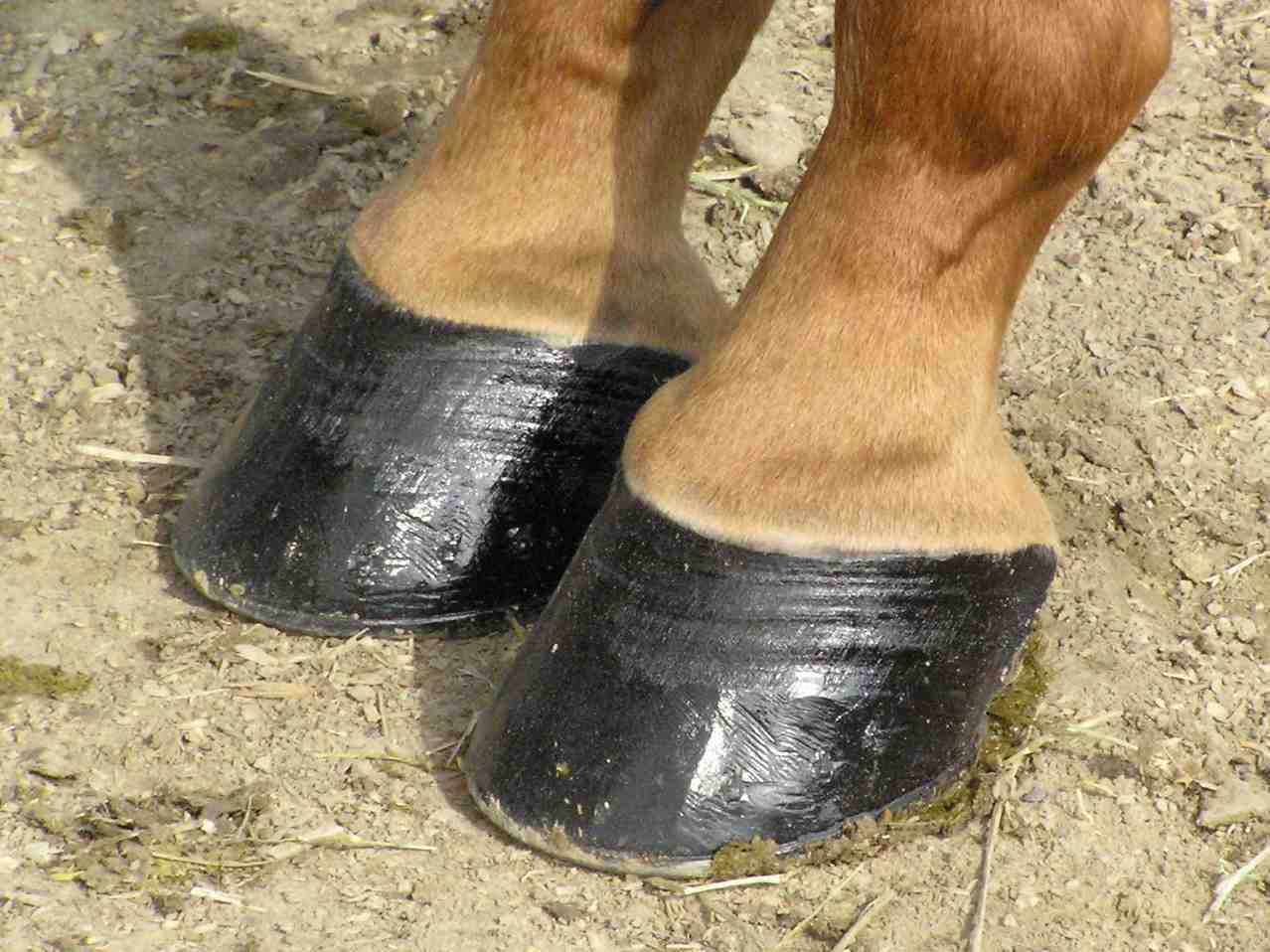
Pieds graissés.

De nombreuses huiles, graisses et onguents sont utilisés. Les huiles s'appliquent au tampon et évitent le dessèchement du pied, tout en lui gardant une bonne élasticité. Elles sont préconisées chez les chevaux aux sabots fragiles qui supportent mal la ferrure. L'huile de laurier a un effet assouplissant et stimulant sur la pousse de la corne. Les graisses existent en de nombreuses variétés, minérales, végétales et animales, il est recommandé de les appliquer pures et d'éviter les mélanges avec le goudron de Norvège. La graisse de poisson, comme l'huile de foie de morue, contient des vitamines A et D.
Les onguents blonds ont un effet hydratant : ils assouplissent la couche superficielle de la paroi, la rendent moins perméable et ralentissent ainsi l'évaporation du sabot. D'autres encore, comme les onguents noirs, ont un effet astringent et désinfectant (Produits à base d'essence de térébenthine ou d'alcool iodé). Les goudrons végétaux ont un effet désinfectant et protecteur de la sole, ils sont souvent utilisés appliqués en pansement et en prévention du pourrissement de la sole du pied. Le rythme d'application préconisé est d'une à deux fois par semaine, plus ou moins en fonction de l'état de la corne. Il est d'usage de graisser les pieds dans un but esthétique lors des épreuves sportives et des présentations.

### Autres formes d'entretien
L'exercice régulier sur tout terrain « pieds nus » durcit la corne et favorise la bonne évolution du pied. L'alimentation équilibrée apporte normalement des quantités suffisantes de vitamines du groupe B, notamment de biotine et d'oligoéléments (zinc, en particulier), pour assurer la santé du pied. Des suppléments alimentaires peuvent parfois être utilisés dans les cas de carence avérée. Leur usage préventif est certainement non nocif mais dispendieux et d'efficacité non prouvée, ils sont néanmoins vendus dans le commerce avec des mentions comme « favorise la pousse de la corne » et « la rend plus résistante ».
Le port de protections du pied, ou cloches, permet d'éviter les blessures des glomes lorsque l'équidé est ferré.

## Pathologies du pied
La moindre affection atteignant le pied peut mettre en péril l'avenir sportif du cheval, d'où le vieux dicton « Pas de pied, pas de cheval »,. Le pied constitue la principale zone de pathologie du cheval de sport, avec 80 % des lésions qui se trouvent au niveau des antérieurs. En fonction des disciplines, les pathologies sont différentes. En CSO, les problèmes rencontrées sont des syndromes naviculaires alors qu'en dressage se produisent des pathologies de type tendineux ou ligamentaires au niveau des jarrets et boulets. Le concours complet, par sa nature, n'est pas seulement « complet » au niveau des disciplines, mais aussi des pathologies.
Les vétérinaires et maréchaux-ferrants ont appris à travailler de concert pour faire face aux pathologies, avec l'établissement d'ordonnances d'écurie qui sont effectuées en concertation. La prévention a également progressé grâce à une meilleure connaissance des pathologies, permettant d'anticiper et de limiter les problèmes rencontrées.

### Affections ostéo-articulaires

#### Défauts d'aplomb
Les défauts d'aplomb entraînent une répartition inégale des pressions sur le pied. Ils peuvent exposer à des lésions traumatiques, des type d'atteintes ou de coupures, entraînant des boiteries. En règle générale, il vaut mieux les compenser par une ferrure adaptée que vouloir les corriger. Les défauts d'aplomb peuvent être congénitaux ou acquis.
On distingue six types de défauts d'aplomb.
- Lorsque la pince n'est plus médiane mais tournée vers l'extérieur, le pied est dit panard. L'appui se fait exagérément sur le quartier interne et le talon externe. Le cheval est plus sujet à se couper. Cet aplomb prédispose à l'arthrose et à l'ostéochondrose du boulet[34]. De molettes peuvent également apparaître. La surcharge se répercute localement sur le bourrelet périoplique : l’écrasement de son système vasculaire entrave l'avalure, aggravant ce défaut[34].
- Lorsque la pince est tournée vers l'intérieur, le pied est dit cagneux. L'appui se fait exagérément en pince, en mamelle externe et en talon interne. Cet aplomb prédispose alors à l'arthrose de l’articulation du pied[34]. Là aussi, la surcharge se répercute localement sur le bourrelet périoplique : l’écrasement de son système vasculaire entrave l'avalure, aggravant ce défaut[34].
- Lorsque l'appui se fait exagérément sur la pince, le pied est dit pinçard. Cela peut provenir d'une pince trop longue[28]. La durée du roulement autour du sabot autour de la pince, et la tension sur le tendon perforant augmente : la pression du tendon perforant sur la région naviculaire s’intensifie[61], favorisant l'apparition du syndrome naviculaire. La correction de ce défaut se fait en parant la pince autant que possible, et en employant un fer pinçard.
- Lorsque l'appui se fait exagérément sur le talon, le pied est dit talus.
- Lorsque la paroi est très verticale et les talons très hauts, le pied est dit rampin, car traînant au sol lors de la marche. Cette conformation est parfois naturelle, mais le plus généralement elle est issue d'une usure produisant la rétractation des muscles, ligaments et tendons fléchisseurs du pied[62]. La pince s'use en rampant sur le sol, et les talons s'allongent excessivement. À long terme, la muraille se déforme considérablement, devient concave, courte et forme un pied bot[34]. La correction se fait en employant un fer à pinçons larges et épais[60]. Les mulets sont souvent naturellement rampins[62].
- Lorsqu'un côté du sabot est plus bas que l'autre, le pied est dit de travers. La correction se fait en employant soit une lame de cuir sous le fer pour surélever le côté le plus bas, soit un fer demi-couvert.

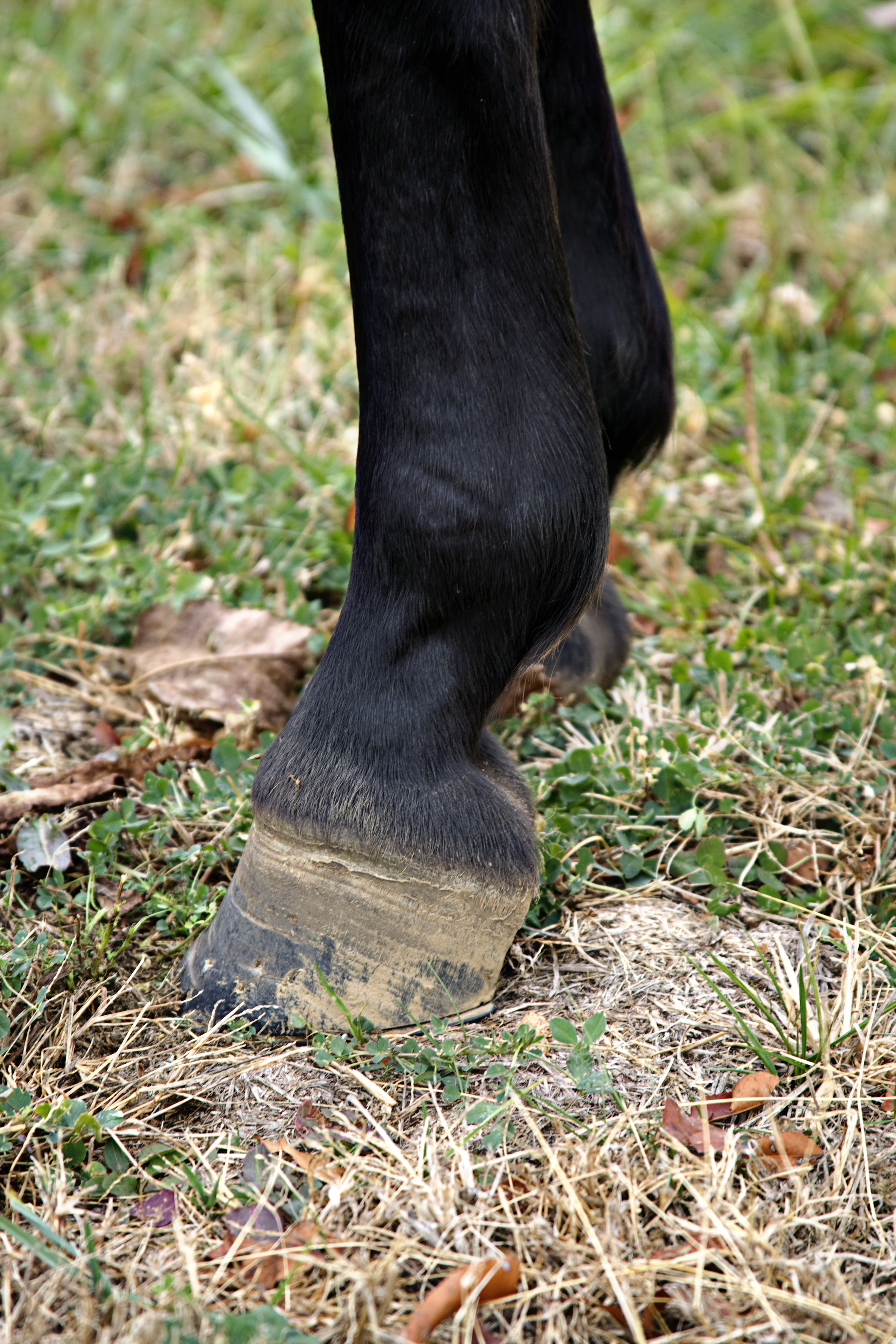
Pied rampin.
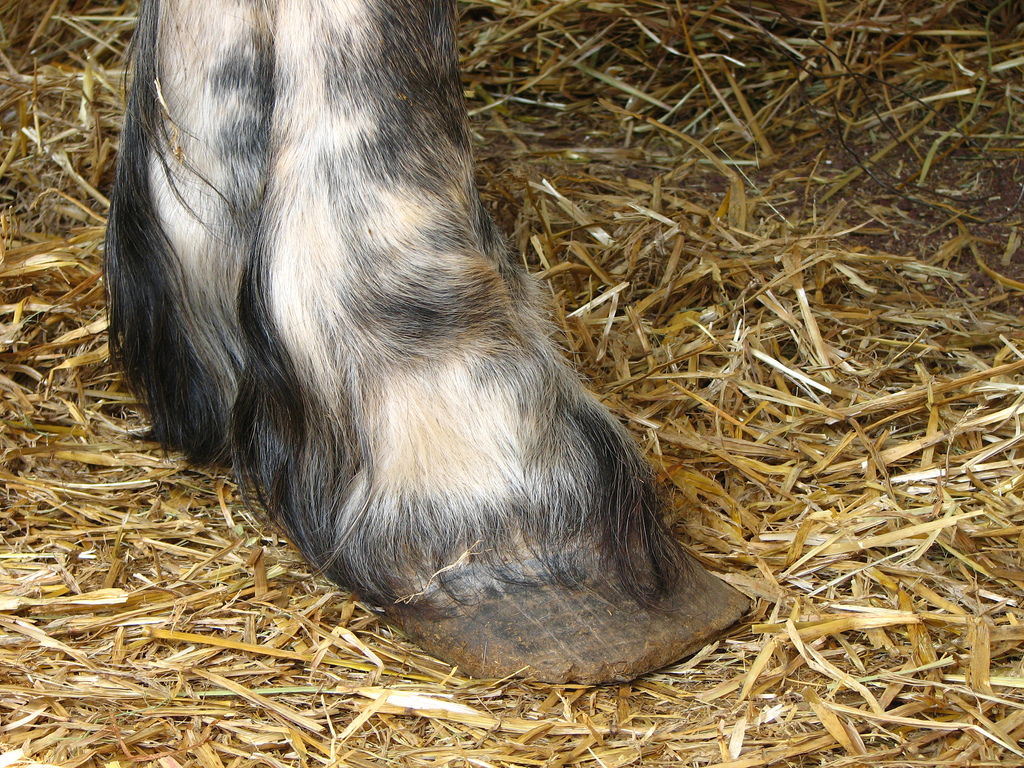
Pied talus.

#### Tares
Les tares sont des affections articulaires développées aux dépens des os, des cartilages ou des gaines synoviales des tendons. On distingue les tares dures des tares molles.
Les tares dures du pied sont des formes osseuses ou exostoses. Elles sont développées aux dépens des os ou des cartilages latéraux (formes cartilagineuses). Elles n'entraînent que rarement une symptomatologie et ne sont que disgracieuses.
Les tares molles sont des kystes synoviaux, témoins en général d'un travail excessif des tendons et des articulations. Rarement douloureuses, elles n'entraînent que peu ou pas de gêne mais sont souvent témoins d'une sollicitation excessive de l'appareil tendineux.

#### Fourbure

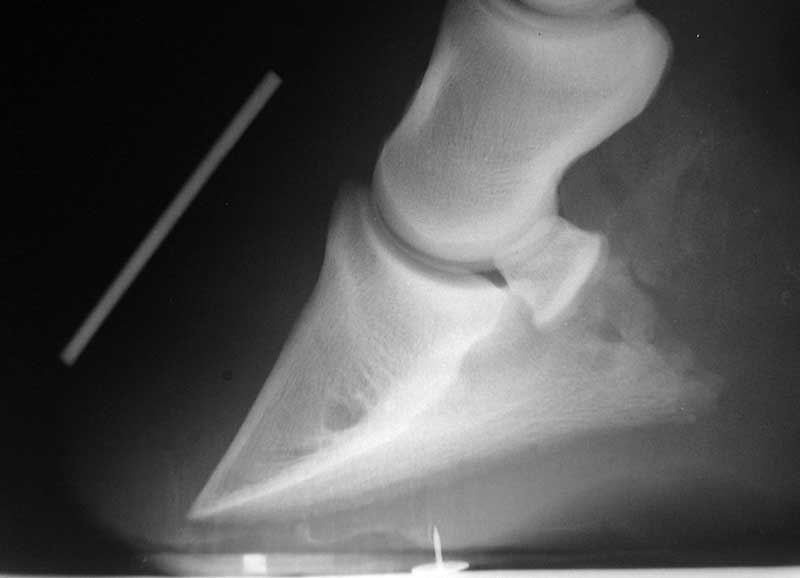
Radiographie d'un pied fourbu de profil.
Bascule de la troisième phalange.

La fourbure est une congestion inflammatoire aiguë du pied. En raison de l'inextensibilité relative de la boîte cornée, elle entraîne un arrêt circulatoire localisé avec ischémie des tissus, notamment du tissu kéraphylleux. Il se produit une désunion entre les structures osseuses et cornées, provoquant non pas le basculement de la troisième phalange vers l'avant car l'os naviculaire placé derrière l'en empêche, mais par le décollement de la paroi, caractéristique de cette affection. À l'extrême, la troisième phalange peut perforer la sole. Il s'agit là d'un cas gravissime.
La cause peut être métabolique (par excès de nourriture, déshydratation, infections généralisées provoquant la libération d'endotoxines ou rétention placentaire), traumatique (par excès de travail ou surcharge chronique, c'est-à-dire par excès de poids) ou iatrogène (administration de trop grande quantité de corticoïdes). Une fourbure chronique peut se manifester à la suite d'une fourbure aiguë.
Le traitement est celui de la cause avec, de plus, mise au repos, anti-inflammatoires non stéroïdiens (les corticoïdes sont à proscrire), avec ferrure orthopédique s'il est possible de mettre en place un fer en tronquant la pince et en privilégiant l'appui sur les talons(fer à l’envers, fer ovale, ou si phalange distale est déplacée, un fer en cœur ou un fer en M). Une plaque et du silicone peuvent être également mises en place. Dans les suivis possibles, citons également l'administration d'acépromazine, le patch de nitroglycérine ou la cryothérapie pour la vasodilatation, la mise en place d'une litière épaisse au box, ou encore la saignée dans les 12 heures après les premiers symptômes en cas de surcharge alimentaire. Des inhibiteurs du TNF sont parfois utilisés.
Une alternative au traitement de la fourbure chronique est le déferrage du cheval ainsi qu'un parage « pieds nus » qui favorisera le dynamisme du métabolisme, la vascularisation du pied est améliorée et favorise la guérison.
La fourbure reste une affection grave pouvant compromettre définitivement l'aptitude au travail.

#### Syndrome naviculaire

##### Définition syndrome naviculaire
Le syndrome naviculaire ou syndrome podo-trochléaire qui est appelé plus couramment maladie naviculaire est une affection caractérisée par l'atteinte de l'os naviculaire ou/et des structures anatomiques environnantes: tendon perforant, articulation inter-phalangienne distale, ligaments collatéraux de l'articulation inter-phalangienne distale, ligaments sésamoïdiens collatéraux, bourses synoviales de l'articulation inter-phalangienne distale. Celle-ci se manifeste par une boiterie chronique, les membres antérieurs sont le plus souvent atteints (à 96.5%), généralement de façon bilatérale, même si un membre peut-être plus affecté que l’autre,. Les formes peuvent être articulaire, tendineuse, ligamentaire, sclérosante, kystique ou ostéolytique,,.
Pour développer un peu plus le syndrome naviculaire, il faut connaître la structure de l'appareil podo-trochléaire. L'os naviculaire est situé entre la deuxième et troisième phalange, celle-ci sont reliées par des ligaments qui permettent la stabilité. La bourse podo-trochléiare est poche qui contient du liquide qui est entouré d'une membrane, celle-ci se trouvant derrière l'os naviculaire. Le tendon fléchisseur profond, est glissé sur l'os naviculaire en arrière de la bourse.

##### Causes du syndrome naviculaire
En ce qui concerne le syndrome naviculaire lié à l'os sésamoïde, les mécanismes évoqués sont une théorie traumatique, par la répétition de micro-traumatismes répétés, une théorie circulatoire, par ischémie du sésamoïde et une théorie inflammatoire, se rapprochant en fait de la théorie traumatique. Actuellement[Quand ?], la théorie retenue est celle d'un cercle vicieux, traumatisme, réaction inflammatoire, destruction du tissu osseux (ostéolyse), anomalie de la motricité du pied, inflammation, etc.
En ce qui concerne les causes d'origine tendineuse où ligamentaire, on évoquera des lésions dues à une utilisation ou un entretien irrationnels du cheval comme une surcharge de travail à l'obstacle (la réception d'un obstacle met durement l'appareil podo-trochléaire à l'épreuve), un mauvais terrain qui est trop dur ou/et trop profond, mauvais parage, mauvaise ferrure comme une pince trop longue qui va avoir une contrainte sur le fléchisseur. Un pince longue, des talons bas, des pieds étroits sont des facteurs favorisant l'apparition du syndrome.
Ainsi, les chevaux de selle, de saut d’obstacles sont les plus souvent atteints,. Les chevaux de la race Quarter Horse ont tendance à avoir des pieds étroits, droits et petits par rapport au reste du corps, et sont également fréquemment touchés.
Certaines lignées génétiques semblent plus exposées à cette affection, comme chez les chevaux de selle Hollandais. Des défauts de conformation à type d'épaule verticale, de membres droit jointés sont également des facteurs prédisposants. Une ferrure incorrecte est également parfois incriminée. En effet, l’amortissement est plus mauvais et prédispose à l’usure de l'appareil naviculaire.

###### Diagnostic du syndrome naviculaire
Le diagnostic repose sur un examen clinique qui est composé d'un examen au repos et un examen en mouvement.
Le vétérinaire va effectuer plusieurs tests, le test de la planche, cela consiste à poser le pied du cheval au bout d'une planche et de soutenir l'autre antérieur par une aide. La planche va permettre de mettre l'appareil podo-trochléaire du membre opposée en tension. Ce test va donc permettre de détecter des signes de douleurs chez le cheval, il peut les faire montrer en levant l'encolure, tremble, ou saute de la planche pour retirer rapidement son membre de la planche et donc soulager son autre membre. Ce test va être un peu plus compliqué à effectuer ce test chez les jeunes chevaux ou chez les chevaux anxieux.
On peut également faire une anesthésie au niveau de la partie distale du pied, celle-ci peut-être effectué après avoir vérifié l'absence de fracture du pied grâce à une radiographie. Si la locomotion est meilleure avec l'anesthésie, ce qui permet de déduire que la douleur est localisé dans la partie distale mais on ne peut pas conclure de façon sûre que le cheval à le syndrome naviculaire.
Par la suite, il faut donc assortir deux techniques d'imagerie, la radiographie, celle-ci va permettre de faire une observation de l'os naviculaire et il y a également l'échographie qui va nous aider à observer les tissus mous.
Il y a un examen de choix qui est l'Imagerie par Résonnance Magnétique soit l'IRM, ce choix permet de réaliser un bilan complet et précis de la zone. En revanche cette méthode est coûteuse et peu utilisée dans certaine région.

###### Traitement pour le syndrome naviculaire
En fonction de la sévérité des signes cliniques, de la structure touchée, des lésions observées, ainsi que la charge de travail demandée au cheval, le traitement va varier. Le traitement à pour but de réduire la douleur présente et donc de soulager le cheval. Cependant, le traitement ne guérira pas le cheval du syndrome naviculaire, cette maladie est incurable et elle se dégrade a cours du temps.
Pour les boiteries intense, le cheval peut-être mis au repos au pré, cela va pouvoir diminuer l'inflammation des tissus mous ou/et le remodelage de l'os.
On peut également appliquer une ferrure correctrice, celle-ci va être primordiale, elle aura pour but de réduire la tension de l'appareil podo-trochléaire va exercer sur le pied du cheval. Le but de cette ferrure est d'avantager le départ du pied (pour cela, il faut donc réduire la couverture du fer en pince et augmenter le "rolling", il est donc nécessaire de biseauter le fer en pince et la mamelle afin de réduire le bras levier antérieur), et aider les talons (en accentuant la surface d'appui sur les taons).
Pour le syndrome naviculaire on va don trouver deux types de ferrure qui peuvent être utilisées:
- Les fers ovales ou appelé aussi l'Egg-bar shoes, il est biseauté sur les bords
- Le fers à l'envers.
Dans certains cas comme la tendinite récente du tendon perforant, les talonnettes peuvent être recommandées. Le principe étant d'empêcher l'enfoncement des talons et de favoriser le roulement du pied afin de limiter les contraintes mécaniques dans la zone naviculaire et en particulier sur le tendon perforant.
Le parage « pieds nus » différent du parage de maréchalerie permet au cheval de retrouver une locomotion normale et aisée après une période d'adaptation — la transition — qui durera entre 3 mois et 6 mois en fonction de l'état initial.
Pour obtenir de bons résultats, il faut une bonne communication entre le maréchal-ferrant et le vétérinaire.
Il existe également un traitement médical, il peut-être instauré lorsque la boiterie est plus douloureuse.
On a en voie générale, dans un premier traitement avec des anti-inflammatoires non stéroïdiens qui a pour but de diminuer la douleurs, le deuxième traitement possible en voie générale est avec des tiludronate en perfusion lente et celui-ci a pour but de lutter contre la destruction de l'os et les remaniements osseux.
On a également en voie locale, lorsque ça concerne la bourse podo-trochléiare ou l'articulation inter-phalangiennes distale, on a donc un premier traitement avec des anti-inflammatoire stéroïdiens, celui-ci va permettre de diminuer la douleur. Le deuxième traitement possible est avec de l'acide hyaluronique, cela va donc permettre une lubrification de l'articulation.
Actuellement[Quand ?] les médicaments de la classe des diphosphonates semblent apporter une évolution thérapeutique sensible.
Ils existent également d'autres traitements comme les traitements chirurgicaux, l'acupuncture, les ondes de choc..., cela dépend du type de lésions que le cheval a, il y a besoin d'études supplémentaires qui sont nécessaire pour pouvoir démontrer l'efficacité de ses traitements.
La névrectomie est le traitement de la dernière extrémité et n'apporte un soulagement que pendant une période de quelques mois à deux ans.

#### Arthrose
L'arthrose est une affection dégénérative siégeant au niveau des cartilages articulaires. Elle entraîne une boiterie « à froid », diminuant après échauffement. La prise d'appui en talon en est un signe caractéristique, la radiographie confirmera le diagnostic en montrant un pincement de l'interligne articulaire, des ostéophytes et des géodes osseuses. Le traitement en est essentiellement orthopédique en soulageant les zones les plus lésées par une ferrure adaptée.

#### Pied-bot
Le pied-bot est la conséquence de la rétraction du perforant. La boite cornée se développe verticalement, les talons sont massifs, la fourchette est enserrée par une sole très dure, irrégulière et convexe par endroits. Classiquement, le pied-bot est traité par le maréchal-ferrant qui pose un fer à la florentine (fer présentant une extension incurvée de la pince). Une méthode alternative consiste à déferrer le pied et à appliquer des techniques de parage naturel afin de descendre les talons et remettre ainsi le tendon perforant au travail.

### Affections du sabot

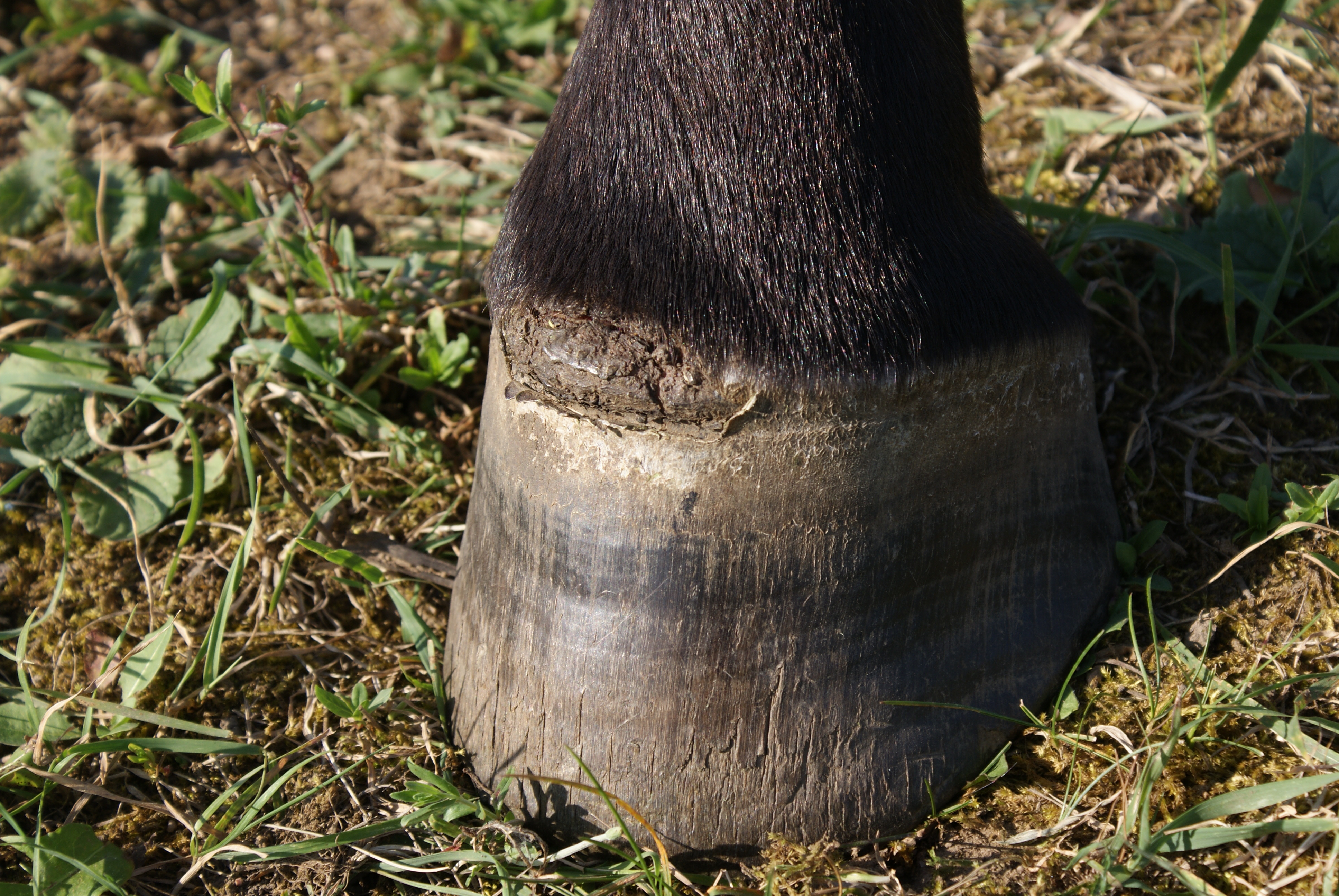
Abcès

Les abcès du pied sont, par définition, une collection de pus, localisée le plus souvent sous la sole. Ils ont le plus souvent une porte d'entrée par une lésion traumatique ou une infection des parties externes. Ils entraînent une boiterie très intense, « à patte cassée », le pied est chaud, le pouls digité trop bien perçu. La pince à sonder révèle une vive douleur, permettant de localiser la zone abcédée. Le traitement consiste à évacuer le pus, à cureter soigneusement la coque et appliquer des antiseptiques. Des antibiotiques par voie générale sont parfois indiqués. Comme dans toutes les lésions traumatiques et infectieuses, il convient de s'assurer de la vaccination antitétanique. On peut faciliter la sortie de l'abcès, en le faisant mûrir grâce à un emplâtre de farine de lin (humidifiée pour obtenir une pâte) laissé une nuit dans une chaussette étanche.
L’encastelure se caractérise par un resserrement du sabot, partant de la partie supérieure des quartiers et pouvant s'étendre jusqu'aux talons. Il s'y associe une atrophie de la fourchette et du coussinet plantaire. La paroi prend alors l'aspect de celle d'un château fort, d’où le terme d’encastelure. Dans ce cas, l'appui de la fourchette ne se fait pas suffisamment, pouvant entraîner douleur et boiterie. Certains chevaux, originaires de régions arides sont naturellement encastelés, ceci permettant la protection de la sole des traumatismes contre les pierres.
La fourmilière est une cavité pathologique créée par le décollement entre la corne et les tissus sous-jacents, avec un séparation des différentes des couches pigmentée et non pigmentée de la corne de la paroi. Elle peut être consécutive à une fourbure chronique ou à une infection chronique liée à une seime ou un clou de rue. L'infection débute généralement au niveau de la ligne blanche et remonte peu à peu jusqu'à la couronne. Elle peut entrainer une boiterie, un échauffement du pied, les tissus mous surmontant le pied sont œdématiés.Le maréchal curettera les lésions et on appliquera des pansements désinfectants.

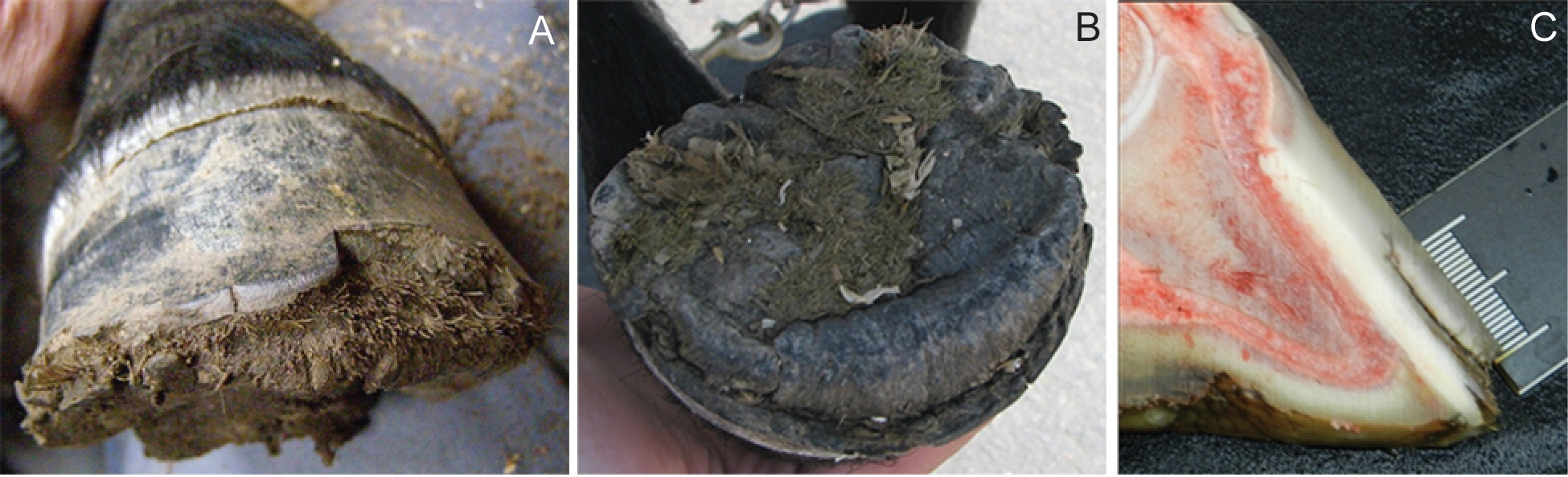
Fourmilière.

L’ostéochondrose qui est une dégénérescence ou une nécrose des cartilages articulaires engendrée le plus souvent par des chocs répétés intra articulaires, avec une perte d’amortissement.

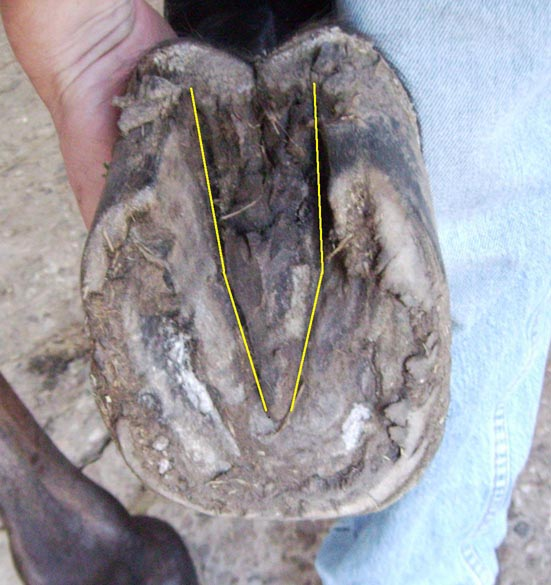
Pourriture de la fourchette.

La pododermatite végétante ou crapaud est également liée à un défaut d'entretien en climat chaud et humide. La sole devient friable et blanchâtre. Le traitement préventif est un entretien soigneux du pied et de la litière. Le traitement curatif consiste en l'application locale d'antiseptiques. Des antibiotiques par voie générale sont parfois nécessaires.
La pourriture de la fourchette est une affection liée le plus souvent à un défaut d'hygiène ou d'entretien. Elle se caractérise par un aspect noirâtre et spongieux de la fourchette, qui dégage une odeur nauséabonde. Le traitement préventif est un entretien soigneux du pied et de la litière. Le traitement curatif consiste en l'application locale d'antiseptiques à base d'iode, de sulfate de magnésie ou de sulfate de cuivre (liqueur de Vilatte). La liqueur de vilatte est un remède assez ancien, qui demande des applications régulières et malcommodes pour un résultat parfois décevant.

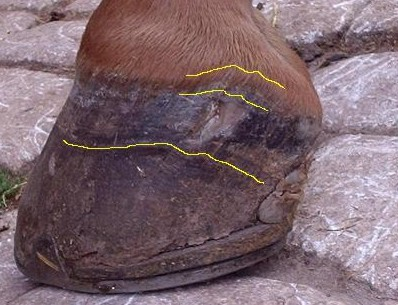
Seime.

Les seimes sont des fentes longitudinales du sabot. La seime classique, la plus grave, est une lésion de la couronne, qui entraîne une interruption de la production de corne. Elles se développent alors du haut vers le bas. À l'inverse, elles peuvent avoir pour origine une lésion du bord d'appui et se développent alors du bas vers le haut. Elles peuvent être douloureuses et offrent une porte d'entrée aux infections. Le traitement préventif est un entretien soigneux du pied, un maintien de l'hydratation de la corne et un parage régulier. Le traitement est du ressort du maréchal-ferrant.

### Affections cutanées
Les atteintes sont des lésions traumatiques liées au choc des membres du cheval entre eux lors des mouvements. L'utilisation de guêtres et de protège-boulets est un bon moyen de prévention.
Les bleimes sont des contusions de la sole, sans que cette dernière ne soit perforée. Elles peuvent être soit accidentelles, provoquées par des chocs sur une sole trop plate ou par la présence d'un corps étranger, soit essentielles, provoquées par des défauts de ferrure, par des lésions profondes à la suite du resserrement des talons ou d'une fourbure. Elles sont caractérisées par un épanchement sanguin sous la sole, parfois visible sous la forme d'une tache rosée. Cependant, l'hématome n'est pas toujours visible, surtout si la corne est foncée. Les bleimes peuvent exsuder (bleime humide) voire suppurer (bleime suppurée) et se compliquer d'un abcès. Elles peuvent entraîner une boiterie ou une simple baisse des performances. L'application de la pince à sonder permet le plus souvent le diagnostic. Le traitement repose sur l'extraction du corps étranger, le repos, les anti-inflammatoires, les pansements. Une ferrure à plaque peut être indiquée pour protéger la sole. Toutefois, ce type de ferrure peut entraîner une fragilité accrue de la sole.
On appelle clou de rue une blessure perforante de la sole, quel qu'en soit l'agent causal, clou, pierre, verre, etc. La gravité dépend de la profondeur de la blessure et de leur endroit, les plus graves étant celles au niveau du corps de la fourchette, à l'aponévrose plantaire, au petit sésamoïde et à l'articulation du pied. Un traitement repose sur un traitement local complété par une thérapeutique anti-infectieuse, et par une injection de sérum antitétanique ou un rappel de vaccination.

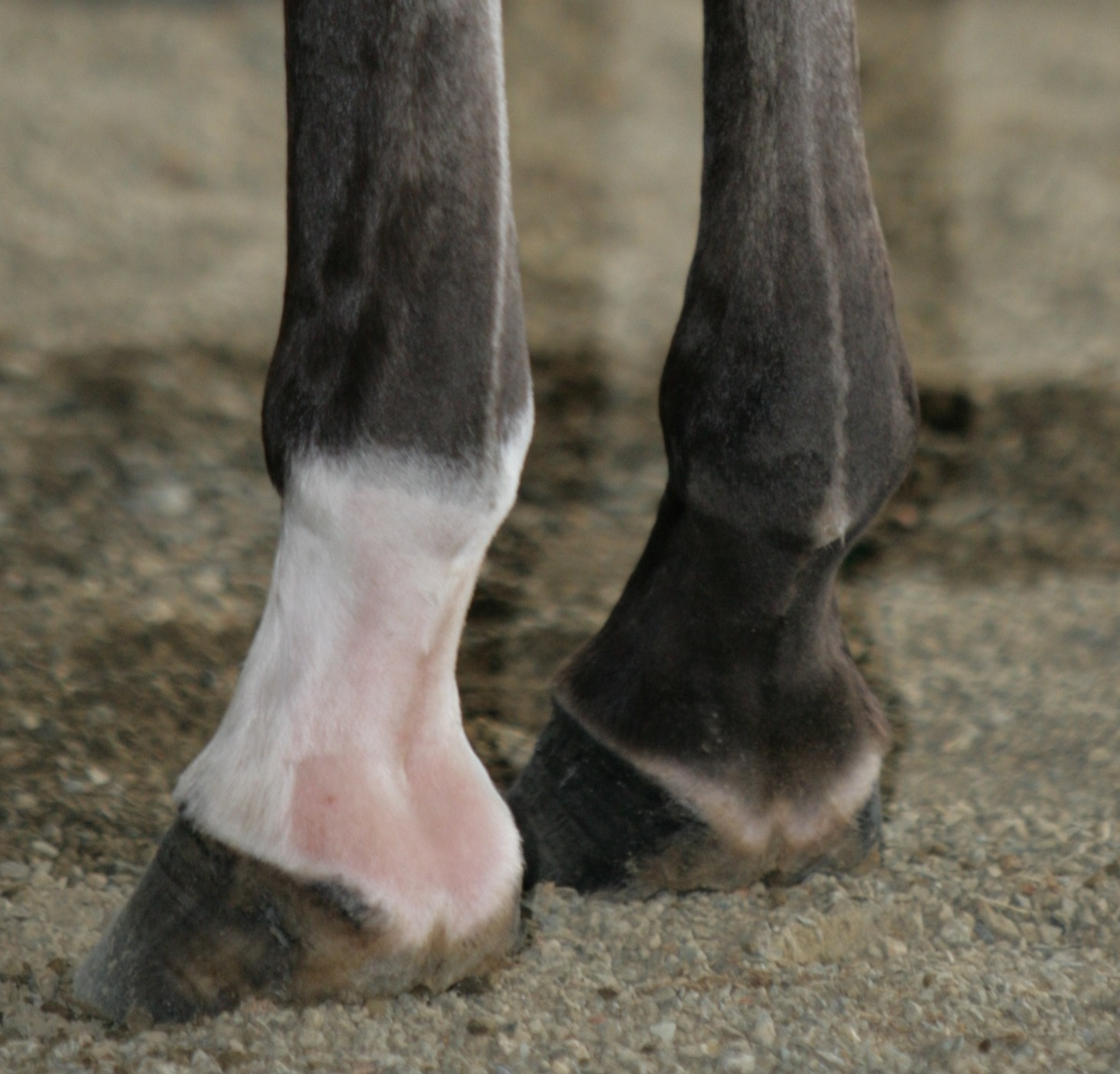
Crevasse.

Les crevasses sont des affections, souvent très douloureuses, situées au niveau des plis de flexion, principalement du paturon. Elles résultent parfois d'un manque d'hygiène, par exemple d'une litière malpropre, parfois d'un excès d'hygiène avec des douches trop prolongées et un séchage insuffisant. La prévention est importante, en séchant convenablement les plis de flexion après la douche et en s'abstenant de tondre les fanons qui sont des gouttières naturelles permettant l'écoulement de l'eau hors du pli du paturon. Le traitement consiste à désinfecter la zone avec un antiseptique, à la sécher, puis à appliquer une ou deux fois par jour une pommade au zinc et au plomb q.
Les entorses sont des déchirures ligamentaires. Au niveau du pied, l'entorse du boulet est la plus fréquente, siégeant au niveau du ligament suspenseur.
L'étonnement du pied est une congestion douloureuse du pied, plus précisément de la chair feuilletée, occasionnée par un choc violent contre le sabot. Il se traduit par une boiterie intense.
Les fractures des os du pied sont des affections graves, mettant en jeu le pronostic fonctionnel du cheval et parfois nécessitant son euthanasie.
La gale de boue ou feux de boue est une parasitose due le plus souvent à un acarien, le Chorioptes Bovis. Les plis du paturon et les membres présentent des petites croûtes et des dépilations. Cette affection nécessite une mise au sec, un traitement désinfectant et antiparasitaire. Les membres peuvent être ponctuellement protégés avec de la vaseline si le cheval sort en milieu humide.
La piqûre est la blessure des parties vives du pied par un clou lors du ferrage, suivie immédiatement du retrait du clou. Elle laisse une trace noire au point où elle s'est produite. L'enclouure est la blessure des parties vives du pied par un clou lors du ferrage, le clou restant en place. Elle peut se compliquer d'un abcès.